# Copa de la UEFA 2006-07

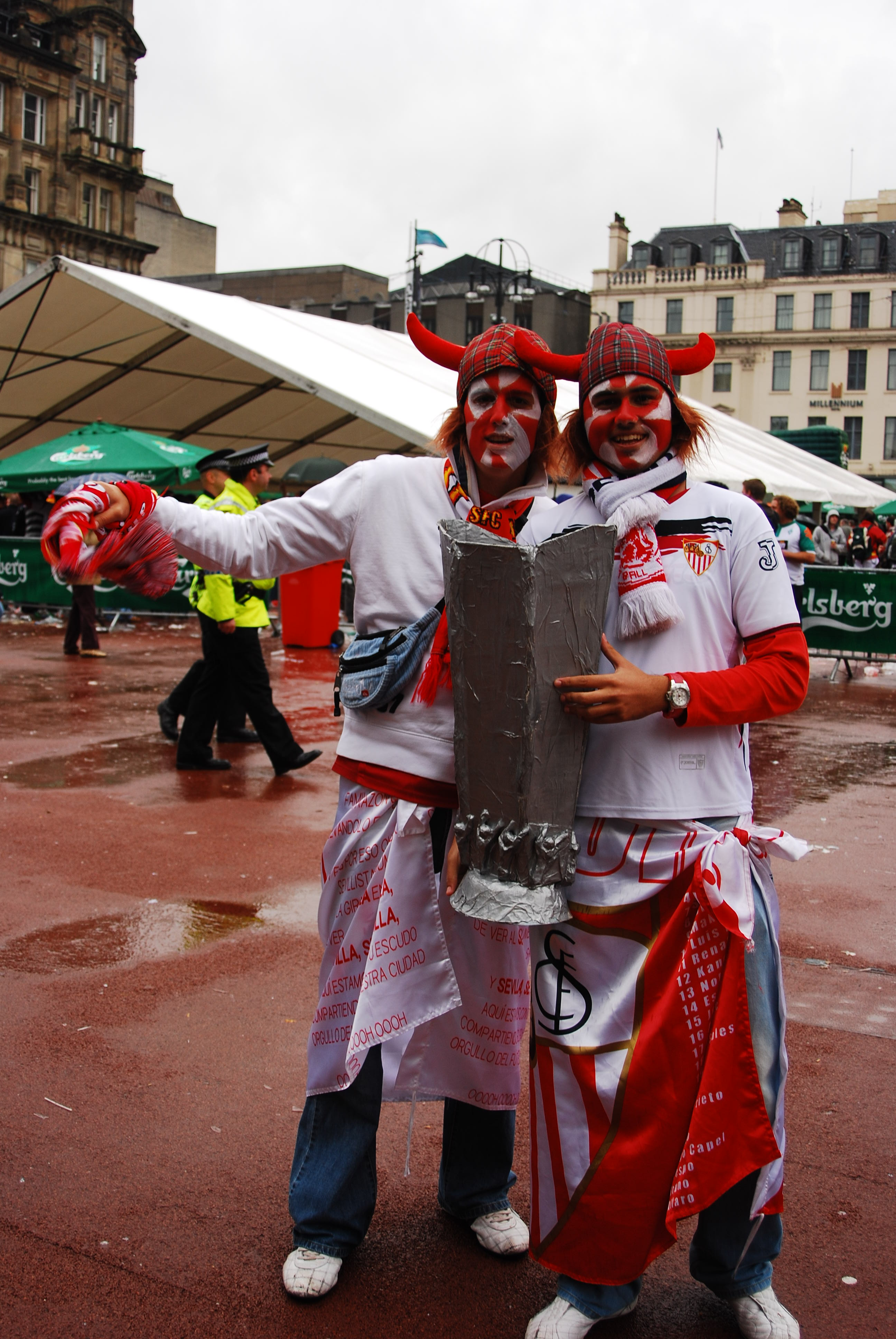
Aficionados del Sevilla, en los alrededores del estadio el día de la final. Durante las celebraciones del título, las pelucas y faldas escocesas fueron constantes entre aficionados y los propios jugadores del Sevilla.

La Copa de la UEFA 2006-07 se disputó entre julio de 2006 y mayo de 2007, con la participación total de 155 equipos distintos, representantes de 52 federaciones nacionales afiliadas a la UEFA.
Para clasificarse definitivamente a la fase final de la competición se disputaron dos rondas clasificatorias, que comenzaron el 13 de julio de 2006, donde 32 equipos de entre un total de 99 se unieron a los otros 48 clasificados directamente para la fase final.
La fase final de la competición dio inicio en septiembre de 2006, con 88 equipos compitiendo por el trofeo que retuvo en su poder el Sevilla FC, previamente conseguido tras su victoria en la edición 2005-06. 
La final, a partido único, se disputó el 16 de mayo de 2007 en el Estadio Hampden Park de Glasgow, en Escocia, que acogió su primera final de la Copa de la UEFA, aunque anteriormente había acogido hasta un total de tres finales de la Liga de Campeones de la UEFA. En dicha final se enfrentaron dos equipos españoles, algo que ocurría por primera vez en la competición. El Sevilla revalidó el título obtenido en la edición anterior consiguiendo su segundo título consecutivo, siendo el segundo equipo español en lograrlo, tras los títulos en 1985 y 1986 del Real Madrid; y el entrenador sevillista, Juande Ramos fue el primer técnico en imponerse dos años seguidos. El oponente en la final fue el RCD Espanyol, que volvía a una final de la Copa de la UEFA 19 años después de enfrentarse al Bayer Leverkusen, en una final a ida y vuelta que perdió en la tanda de penaltis, después de ganar 3-0 la ida, y perder 0-3 en la vuelta. La historia se repitió para los catalanes, y perdieron por penaltis ante los sevillistas, por un total de 1-3, después de empatar a uno en el partido, y a dos goles al término de la prórroga.

## Rondas previas de clasificación
Antes de empezar la fase final del torneo, 99 equipos debieron disputar su clasificación en dos rondas previas jugadas durante el verano. 88 de los equipos se clasificaron directamente para alguna de las dos rondas la temporada anterior en sus respectivas ligas, y los otros 11 equipos fueron los ganadores de la última ronda de la Copa Intertoto de la UEFA 2006.
Los 32 equipos que superaron la segunda ronda de clasificación accedieron finalmente a la primera ronda del torneo.

### Primera ronda
En la primera fase de clasificación jugaron los equipos procedentes de ligas europeas con coeficientes UEFA más bajos, así como dos equipos que ganaron su plaza por su coeficiente de juego limpio de equipos (el SK Brann de Noruega y el KSV Roeselare de Bélgica), y un equipo ganador de una plaza extra otorgada a la liga con mejor coeficiente de juego limpio de ligas (el Gefle IF de Suecia).
En el sorteo realizado en Nyon, Suiza, el 23 de junio de 2006, entraron un total de 70 equipos, divididos en tres zonas geográficas. Las restricciones del sorteo eran que cada equipo se debía enfrentar a otro de su misma zona y a su vez no se podía enfrentar a otro equipo de su mismo país.
Los partidos de ida se disputaron el 13 de julio y los de vuelta el 27 de julio de 2006.

#### Zona Sur-Mediterráneo
| Equipo local ida | Resultado | Equipo visitante ida | Ida                                                                                                   | Vuelta                                                                                                |
| ---------------- | --------- | -------------------- | --- | --- |
| NK Varteks       | 1:3       | KF Tirana            | 1:1 Archivado el 3 de mayo de 2008 en Wayback Machine.                                                | 0:2 Archivado el 3 de mayo de 2008 en Wayback Machine.                                                |
| KS Dinamo Tirana | 1:5       | CSKA Sofía           | 0:1 Archivado el 3 de mayo de 2008 en Wayback Machine.                                                | 1:4 Archivado el 3 de mayo de 2008 en Wayback Machine.                                                |
| NK Koper         | 0:6       | Litex Lovech         | 0:1 Archivado el 3 de mayo de 2008 en Wayback Machine.                                                | 0:5 Archivado el 3 de mayo de 2008 en Wayback Machine.                                                |
| FK Sarajevo      | 5:0       | FC Rànger's          | 3:0 Archivado el 3 de mayo de 2008 en Wayback Machine.                                                | 2:0 Archivado el 3 de mayo de 2008 en Wayback Machine.                                                |
| HNK Orašje       | 0:7       | NK Domžale           | 0:2 Archivado el 3 de mayo de 2008 en Wayback Machine.                                                | 0:5 Archivado el 3 de mayo de 2008 en Wayback Machine.                                                |
| Hibernians       | 1:9       | Dinamo Bucarest      | 0:4 Archivado el 3 de mayo de 2008 en Wayback Machine.                                                | 1:5 Archivado el 3 de mayo de 2008 en Wayback Machine.                                                |
| APOEL Nicosia    | 7:1       | SS Murata            | 3:1 Archivado el 3 de mayo de 2008 en Wayback Machine.                                                | 4:0 Archivado el 3 de mayo de 2008 en Wayback Machine.                                                |
| NK Rijeka        | 3:4       | AC Omonia            | 2:2 Archivado el 3 de mayo de 2008 en Wayback Machine.                                                | 1:2 Archivado el 3 de mayo de 2008 en Wayback Machine.                                                |
| Lokomotiv Sofia  | 3:1       | FK Makedonija Skopje | 2:0 Archivado el 3 de mayo de 2008 en Wayback Machine.                                                | 1:1 Archivado el 3 de mayo de 2008 en Wayback Machine.                                                |
| FK Vardar        | 2:7       | KSV Roeselare        | 1:2 Archivado el 3 de mayo de 2008 en Wayback Machine.                                                | 1:5 (enlace roto disponible en Internet Archive; véase el historial, la primera versión y la última). |
| Rapid Bucarest   | 6:0       | Sliema Wanderers     | 5:0 (enlace roto disponible en Internet Archive; véase el historial, la primera versión y la última). | 1:0 (enlace roto disponible en Internet Archive; véase el historial, la primera versión y la última). |

#### Zona Central-Este
| Equipo local ida       | Resultado | Equipo visitante ida | Ida                                                    | Vuelta                                                     |
| ---------------------- | --------- | -------------------- | ------------------------------------------------------ | ---------------------------------------------------------- |
| Újpest                 | 1:4       | Vaduz                | 0:4 Archivado el 3 de mayo de 2008 en Wayback Machine. | 1:0 Archivado el 3 de mayo de 2008 en Wayback Machine.     |
| CSF Zimbru Chisinau    | 3:2       | FK Qarabağ           | 1:1 Archivado el 3 de mayo de 2008 en Wayback Machine. | (pr)2:1 Archivado el 3 de mayo de 2008 en Wayback Machine. |
| FC MIKA                | 1:4       | Young Boys           | 1:3 Archivado el 3 de mayo de 2008 en Wayback Machine. | 0:1 Archivado el 3 de mayo de 2008 en Wayback Machine.     |
| Videoton               | (v.) 2:2  | Kairat Almaty        | 1:0 Archivado el 3 de mayo de 2008 en Wayback Machine. | 1:2 Archivado el 3 de mayo de 2008 en Wayback Machine.     |
| Zagłębie Lubin         | 1:1 (v.)  | FC Dinamo Minsk      | 1:1 Archivado el 3 de mayo de 2008 en Wayback Machine. | 0:0 Archivado el 3 de mayo de 2008 en Wayback Machine.     |
| FK Karvan              | 2:0       | FC Spartak Trnava    | 1:0 Archivado el 3 de mayo de 2008 en Wayback Machine. | 1:0 Archivado el 3 de mayo de 2008 en Wayback Machine.     |
| FC Ameri Tbilisi       | (v.) 2:2  | FC Banants           | 0:1 Archivado el 3 de mayo de 2008 en Wayback Machine. | 2:1 Archivado el 3 de mayo de 2008 en Wayback Machine.     |
| BATE Borisov           | 3:0       | FC Nistru Otaci      | 2:0 Archivado el 3 de mayo de 2008 en Wayback Machine. | 1:0 Archivado el 3 de mayo de 2008 en Wayback Machine.     |
| FC Basel               | 3:1       | FC Tobol             | 3:1 Archivado el 3 de mayo de 2008 en Wayback Machine. | 0:0 Archivado el 3 de mayo de 2008 en Wayback Machine.     |
| FC Artmedia Bratislava | 3:2       | FC WIT Georgia       | 2:0 Archivado el 3 de mayo de 2008 en Wayback Machine. | 1:2 Archivado el 3 de mayo de 2008 en Wayback Machine.     |

#### Zona Norte
| Equipo local ida   | Resultado | Equipo visitante ida     | Ida                                                                                                   | Vuelta |
| ------------------ | --------- | ------------------------ | --- | --- |
| HJK Helsinki       | 2:4       | Drogheda United          | 1:1 (enlace roto disponible en Internet Archive; véase el historial, la primera versión y la última). | 1:3 (enlace roto disponible en Internet Archive; véase el historial, la primera versión y la última).(pr) |
| Brøndby IF         | 3:1       | Valur Reykjavík          | 3:1 (enlace roto disponible en Internet Archive; véase el historial, la primera versión y la última). | 0:0 (enlace roto disponible en Internet Archive; véase el historial, la primera versión y la última).     |
| Gefle IF           | 1:2       | Llanelli AFC             | 1:2 (enlace roto disponible en Internet Archive; véase el historial, la primera versión y la última). | 0:0 (enlace roto disponible en Internet Archive; véase el historial, la primera versión y la última).     |
| Jeunesse Esch      | 0:5       | Skonto FC                | 0:2 (enlace roto disponible en Internet Archive; véase el historial, la primera versión y la última). | 0:3 (enlace roto disponible en Internet Archive; véase el historial, la primera versión y la última).     |
| Åtvidabergs FF     | 7:0       | FC Etzella Ettelbruck    | 4:0 (enlace roto disponible en Internet Archive; véase el historial, la primera versión y la última). | 3:0 (enlace roto disponible en Internet Archive; véase el historial, la primera versión y la última).     |
| FK Ventspils       | 4:1       | GÍ Gøta                  | 2:1 (enlace roto disponible en Internet Archive; véase el historial, la primera versión y la última). | 2:0 (enlace roto disponible en Internet Archive; véase el historial, la primera versión y la última).     |
| Glentoran FC       | 0:2       | SK Brann                 | 0:1 (enlace roto disponible en Internet Archive; véase el historial, la primera versión y la última). | 0:1 (enlace roto disponible en Internet Archive; véase el historial, la primera versión y la última).     |
| Randers FC         | (v)2:2    | Íþróttabandalag Akraness | 1:0 (enlace roto disponible en Internet Archive; véase el historial, la primera versión y la última). | 1:2 (enlace roto disponible en Internet Archive; véase el historial, la primera versión y la última).     |
| Portadown FC       | 1:4       | FBK Kaunas               | 1:3 (enlace roto disponible en Internet Archive; véase el historial, la primera versión y la última). | 0:1 (enlace roto disponible en Internet Archive; véase el historial, la primera versión y la última).     |
| Rhyl FC            | 1:2       | FK Sūduva                | 0:0 (enlace roto disponible en Internet Archive; véase el historial, la primera versión y la última). | 1:2 (enlace roto disponible en Internet Archive; véase el historial, la primera versión y la última).     |
| FC Levadia Tallinn | 2:1       | FC Haka                  | 2:0 (enlace roto disponible en Internet Archive; véase el historial, la primera versión y la última). | 0:1 (enlace roto disponible en Internet Archive; véase el historial, la primera versión y la última).     |
| Skála ÍF           | 0:4       | IK Start                 | 0:1 (enlace roto disponible en Internet Archive; véase el historial, la primera versión y la última). | 0:3 (enlace roto disponible en Internet Archive; véase el historial, la primera versión y la última).     |
| FC Lyn Oslo        | 1:1(v)    | FC Flora Tallinn         | 1:1 (enlace roto disponible en Internet Archive; véase el historial, la primera versión y la última). | 0:0 (enlace roto disponible en Internet Archive; véase el historial, la primera versión y la última).     |
| IFK Göteborg       | 0:2       | Derry City FC            | 0:1 (enlace roto disponible en Internet Archive; véase el historial, la primera versión y la última). | 0:1 Archivado el 3 de mayo de 2008 en Wayback Machine.                                                    |

### Segunda ronda
Los 35 equipos clasificados de la primera ronda se unieron a otros 29 clasificados directamente para la segunda ronda, incluidos los 11 vencedores de la Copa Intertoto de la UEFA 2006, para formar los 32 emparejamientos finales que decidirían los clasificados para la primera fase de la competición.
El sorteo para decidir los partidos se realizó en Nyon el 28 de julio, y siguió el mismo formato que el de la primera fase de clasificación, dividiendo los equipos en zonas geográficas e impidiendo que se enfrentes dos clubes procedentes del mismo país.
Los partidos de ida se disputaron entre el 8 y el 10 de agosto y los de vuelta el 24 de agosto de 2006.

#### Zona Sur-Mediterráneo
| Equipo local ida        | Resultado | Equipo visitante ida | Ida                                                    | Vuelta                                                     |
| ----------------------- | --------- | -------------------- | ------------------------------------------------------ | ---------------------------------------------------------- |
| APOEL FC                | 1:2       | Trabzonspor          | 1:1 Archivado el 3 de mayo de 2008 en Wayback Machine. | 0:1 Archivado el 3 de mayo de 2008 en Wayback Machine.     |
| Hapoel Tel-Aviv FC      | 4:2       | NK Domžale           | 1:2 Archivado el 3 de mayo de 2008 en Wayback Machine. | 3:0 Archivado el 3 de mayo de 2008 en Wayback Machine.     |
| PFC CSKA Sofia          | (v)1:1    | FK Hajduk Kula       | 0:0 Archivado el 3 de mayo de 2008 en Wayback Machine. | (pr)1:1 Archivado el 3 de mayo de 2008 en Wayback Machine. |
| KSV Roeselare           | 2:6       | Ethnikos Achnas FC   | 2:1 Archivado el 3 de mayo de 2008 en Wayback Machine. | 0:5 Archivado el 3 de mayo de 2008 en Wayback Machine.     |
| OFK Beograd             | 2:5       | AJ Auxerre           | 1:0 Archivado el 3 de mayo de 2008 en Wayback Machine. | 1:5 Archivado el 3 de mayo de 2008 en Wayback Machine.     |
| Dinamo de Bucarest      | 2:1       | Beitar Jerusalem FC  | 1:0 Archivado el 3 de mayo de 2008 en Wayback Machine. | 1:1 Archivado el 3 de mayo de 2008 en Wayback Machine.     |
| FK Partizan Belgrado    | 3:2       | NK Maribor           | 2:1 Archivado el 3 de mayo de 2008 en Wayback Machine. | 1:1 Archivado el 3 de mayo de 2008 en Wayback Machine.     |
| FK Sarajevo             | 1:2       | Rapid Bucarest       | 1:0 Archivado el 3 de mayo de 2008 en Wayback Machine. | 0:2 Archivado el 3 de mayo de 2008 en Wayback Machine.     |
| Bnei Yehuda Tel-Aviv FC | 0:6       | PFC Lokomotiv Sofia  | 0:2 Archivado el 3 de mayo de 2008 en Wayback Machine. | 0:4 Archivado el 3 de mayo de 2008 en Wayback Machine.     |
| AC Omonia               | 1:2       | PFC Litex Lovech     | 0:0 Archivado el 3 de mayo de 2008 en Wayback Machine. | 1:2 Archivado el 3 de mayo de 2008 en Wayback Machine.     |
| KF Tirana               | 1:5       | Kayserispor          | 0:2 Archivado el 3 de mayo de 2008 en Wayback Machine. | 1:3 Archivado el 3 de mayo de 2008 en Wayback Machine.     |

#### Zona Centro-Este
| Equipo local ida       | Resultado | Equipo visitante ida   | Ida                                                    | Vuelta                                                 |
| ---------------------- | --------- | ---------------------- | ------------------------------------------------------ | ------------------------------------------------------ |
| FC Artmedia Bratislava | 5:3       | FC Dinamo Minsk        | 2:1 Archivado el 3 de mayo de 2008 en Wayback Machine. | 3:2 Archivado el 3 de mayo de 2008 en Wayback Machine. |
| SV Ried                | 0:1       | FC Sion                | 0:0 Archivado el 3 de mayo de 2008 en Wayback Machine. | 0:1 Archivado el 3 de mayo de 2008 en Wayback Machine. |
| Videoton FC Fehérvár   | 1:3       | Grasshopper-Club       | 1:2 Archivado el 3 de mayo de 2008 en Wayback Machine. | 0:2 Archivado el 3 de mayo de 2008 en Wayback Machine. |
| FK Karvan              | 0:2       | SK Slavia Praha        | 0:2 Archivado el 4 de mayo de 2008 en Wayback Machine. | 0:0 Archivado el 3 de mayo de 2008 en Wayback Machine. |
| FC Chernomorets Odessa | (v)1:1    | Wisła Płock            | 0:0 Archivado el 3 de mayo de 2008 en Wayback Machine. | 1:1 Archivado el 3 de mayo de 2008 en Wayback Machine. |
| FC Basel               | (v)2:2    | FC Vaduz               | 1:0 Archivado el 3 de mayo de 2008 en Wayback Machine. | 1:2 Archivado el 3 de mayo de 2008 en Wayback Machine. |
| FC Zimbru Chisinau     | 0:3       | FC Metalurh Zaporizhya | 0:0 Archivado el 3 de mayo de 2008 en Wayback Machine. | 0:3 Archivado el 3 de mayo de 2008 en Wayback Machine. |
| SV Mattersburg         | 1:2       | Wisła Kraków           | 1:1 Archivado el 3 de mayo de 2008 en Wayback Machine. | 0:1 Archivado el 3 de mayo de 2008 en Wayback Machine. |
| Hertha BSC Berlin      | 3:2       | FC Ameri Tbilisi       | 1:0 Archivado el 3 de mayo de 2008 en Wayback Machine. | 2:2 Archivado el 3 de mayo de 2008 en Wayback Machine. |
| FC Rubin Kazan         | 5:0       | BATE Borisov           | 3:0 Archivado el 3 de mayo de 2008 en Wayback Machine. | 2:0 Archivado el 3 de mayo de 2008 en Wayback Machine. |
| BSC Young Boys         | 3:3(v)    | Olympique de Marsella  | 3:3 Archivado el 3 de mayo de 2008 en Wayback Machine. | 0:0 Archivado el 3 de mayo de 2008 en Wayback Machine. |

#### Zona Norte
| Equipo local ida | Resultado    | Equipo visitante ida | Ida                                                    | Vuelta                                                 |
| ---------------- | ------------ | -------------------- | ------------------------------------------------------ | ------------------------------------------------------ |
| IK Start         | (p 11-10)1:1 | Drogheda United FC   | 1:0 Archivado el 3 de mayo de 2008 en Wayback Machine. | 0:1 Archivado el 3 de mayo de 2008 en Wayback Machine. |
| Odense BK        | 6:1          | Llanelli AFC         | 1:0 Archivado el 3 de mayo de 2008 en Wayback Machine. | 5:1 Archivado el 3 de mayo de 2008 en Wayback Machine. |
| Randers FC       | 3:2          | FBK Kaunas           | 3:1 Archivado el 3 de mayo de 2008 en Wayback Machine. | 0:1 Archivado el 3 de mayo de 2008 en Wayback Machine. |
| FC Twente        | 1:2          | FC Levadia Tallinn   | 1:1 Archivado el 3 de mayo de 2008 en Wayback Machine. | 0:1 Archivado el 3 de mayo de 2008 en Wayback Machine. |
| FK Ventspils     | 0:1          | Newcastle United FC  | 0:1 Archivado el 3 de mayo de 2008 en Wayback Machine. | 0:0 Archivado el 3 de mayo de 2008 en Wayback Machine. |
| SK Brann         | 4:4(v)       | Åtvidabergs FF       | 3:3 Archivado el 3 de mayo de 2008 en Wayback Machine. | 1:1 Archivado el 3 de mayo de 2008 en Wayback Machine. |
| Molde FK         | 2:1          | Skonto FC            | 0:0 Archivado el 3 de mayo de 2008 en Wayback Machine. | 2:1 Archivado el 3 de mayo de 2008 en Wayback Machine. |
| FC Flora Tallinn | 0:4          | Brøndby IF           | 0:0 Archivado el 3 de mayo de 2008 en Wayback Machine. | 0:4 Archivado el 3 de mayo de 2008 en Wayback Machine. |
| FK Sūduva        | 2:7          | Club Brugge KV       | 0:2 Archivado el 3 de mayo de 2008 en Wayback Machine. | 2:5 Archivado el 3 de mayo de 2008 en Wayback Machine. |
| Gretna FC        | 3:7          | Derry City FC        | 1:5 Archivado el 3 de mayo de 2008 en Wayback Machine. | 2:2 Archivado el 3 de mayo de 2008 en Wayback Machine. |

## Primera Ronda
La primera ronda de la competición consistió en emparejamientos a doble partido entre los 80 equipos clasificados finalmente. 32 de ellos lo habían conseguido directamente, otros 32 lo consiguieron en las fase de clasificación previas, y a ellos se unieron los 16 equipos que no consiguieron acceder a la Liga de Campeones de la UEFA en su última ronda de clasificación.
Según el sorteo realizado en Mónaco el día 25 de agosto de 2006, se formaron 40 emparejamientos con cabezas de serie y la restricción de no jugar equipos del mismo país entre sí. La eliminatoria consistió en dos partidos de ida y vuelta, disputados el 14 y el 28 de septiembre, respectivamente.
| Equipo local ida       | Resultado | Equipo visitante ida   | Ida                                                    | Vuelta                                                     |
| ---------------------- | --------- | ---------------------- | ------------------------------------------------------ | ---------------------------------------------------------- |
| FC Lokomotiv Moscú     | 2:3       | SV Zulte-Waregem       | 2:1 Archivado el 3 de mayo de 2008 en Wayback Machine. | 0:2 Archivado el 3 de mayo de 2008 en Wayback Machine.     |
| FC Basel               | 7:2       | FK Rabotnički          | 6:2 Archivado el 3 de mayo de 2008 en Wayback Machine. | 1:0 Archivado el 3 de mayo de 2008 en Wayback Machine.     |
| Olympique Marsella     | 3:4       | FK Mladá Boleslav      | 1:0 Archivado el 3 de mayo de 2008 en Wayback Machine. | 2:4 Archivado el 3 de mayo de 2008 en Wayback Machine.     |
| Derry City FC          | 0:2       | Paris Saint Germain    | 0:0 Archivado el 3 de mayo de 2008 en Wayback Machine. | 0:2 Archivado el 3 de mayo de 2008 en Wayback Machine.     |
| Eintracht Frankfurt    | 6:2       | Brøndby IF             | 4:0 Archivado el 3 de mayo de 2008 en Wayback Machine. | 2:2 Archivado el 3 de mayo de 2008 en Wayback Machine.     |
| FC Artmedia Bratislava | 3:5       | RCD Espanyol           | 2:2 Archivado el 3 de mayo de 2008 en Wayback Machine. | 1:3 Archivado el 3 de mayo de 2008 en Wayback Machine.     |
| FC Levadia Tallinn     | 1:3       | Newcastle United FC    | 0:1 Archivado el 3 de mayo de 2008 en Wayback Machine. | 1:2 Archivado el 3 de mayo de 2008 en Wayback Machine.     |
| FK Partizan Belgrado   | 4:3       | FC Groningen           | 4:2 Archivado el 3 de mayo de 2008 en Wayback Machine. | 0:1 Archivado el 3 de mayo de 2008 en Wayback Machine.     |
| Ethnikos Achnas FC     | 1:3       | RC Lens                | 0:0 Archivado el 3 de mayo de 2008 en Wayback Machine. | 1:3 Archivado el 3 de mayo de 2008 en Wayback Machine.     |
| Panathinaikos FC       | 2:1       | FC Metalurh Zaporizhya | 1:1 Archivado el 3 de mayo de 2008 en Wayback Machine. | 1:0 Archivado el 3 de mayo de 2008 en Wayback Machine.     |
| MFK Ružomberok         | 1:2       | Club Brugge KV         | 0:1 Archivado el 3 de mayo de 2008 en Wayback Machine. | 1:1 Archivado el 3 de mayo de 2008 en Wayback Machine.     |
| Maccabi Haifa FC       | 4:2       | PFC Litex Lovech       | 1:1 Archivado el 3 de mayo de 2008 en Wayback Machine. | 3:1 Archivado el 3 de mayo de 2008 en Wayback Machine.     |
| Vitória Setúbal        | 0:3       | SC Heerenveen          | 0:3 Archivado el 3 de mayo de 2008 en Wayback Machine. | 0:0 Archivado el 3 de mayo de 2008 en Wayback Machine.     |
| Trabzonspor            | 2:2(v)    | CA Osasuna             | 2:2 Archivado el 3 de mayo de 2008 en Wayback Machine. | 0:0 Archivado el 3 de mayo de 2008 en Wayback Machine.     |
| FC Rubin Kazan         | 0:2       | Parma FC               | 0:1 Archivado el 3 de mayo de 2008 en Wayback Machine. | 0:1 Archivado el 3 de mayo de 2008 en Wayback Machine.     |
| NK Dinamo Zagreb       | 2:5       | AJ Auxerre             | 1:2 Archivado el 3 de mayo de 2008 en Wayback Machine. | 1:3 Archivado el 3 de mayo de 2008 en Wayback Machine.     |
| SC Braga               | 3:2       | AC Chievo Verona       | 2:0 Archivado el 3 de mayo de 2008 en Wayback Machine. | (pr)1:2 Archivado el 3 de mayo de 2008 en Wayback Machine. |
| FC Schalke 04          | 2:3       | AS Nancy               | 1:0 Archivado el 3 de mayo de 2008 en Wayback Machine. | 1:3 Archivado el 3 de mayo de 2008 en Wayback Machine.     |
| FC Sion                | 1:3       | Bayer Leverkusen       | 0:0 Archivado el 3 de mayo de 2008 en Wayback Machine. | 1:3 Archivado el 3 de mayo de 2008 en Wayback Machine.     |
| IK Start               | 2:9       | Ajax Ámsterdam         | 2:5 Archivado el 3 de mayo de 2008 en Wayback Machine. | 0:4 Archivado el 3 de mayo de 2008 en Wayback Machine.     |
| Legia Varsovia         | 1:2       | FK Austria Viena       | 1:1 Archivado el 3 de mayo de 2008 en Wayback Machine. | 0:1 Archivado el 3 de mayo de 2008 en Wayback Machine.     |
| Fenerbahçe SK          | 5:1       | Randers FC             | 2:1 Archivado el 3 de mayo de 2008 en Wayback Machine. | 3:0 Archivado el 3 de mayo de 2008 en Wayback Machine.     |
| Lokomotiv Sofia        | 2:2(v)    | Feyenoord Róterdam     | 2:2 Archivado el 3 de mayo de 2008 en Wayback Machine. | 0:0 Archivado el 3 de mayo de 2008 en Wayback Machine.     |
| Standard Lieja         | 0:4       | Celta de Vigo          | 0:1 Archivado el 3 de mayo de 2008 en Wayback Machine. | 0:3 Archivado el 3 de mayo de 2008 en Wayback Machine.     |
| Rapid Bucarest         | 3:1       | CD.Nacional            | 1:0 Archivado el 3 de mayo de 2008 en Wayback Machine. | (pr)2:1 Archivado el 3 de mayo de 2008 en Wayback Machine. |
| FC Chernomorets Odessa | 1:4       | Hapoel Tel-Aviv FC     | 0:1 Archivado el 3 de mayo de 2008 en Wayback Machine. | 1:3 Archivado el 3 de mayo de 2008 en Wayback Machine.     |
| Beşiktaş JK            | 4:2       | PFC CSKA Sofia         | 2:0 Archivado el 3 de mayo de 2008 en Wayback Machine. | (pr)2:2 Archivado el 3 de mayo de 2008 en Wayback Machine. |
| AS Livorno             | 3:0       | SV Pasching            | 2:0 Archivado el 3 de mayo de 2008 en Wayback Machine. | 1:0 Archivado el 3 de mayo de 2008 en Wayback Machine.     |
| Red Bull Salzburgo     | 2:4       | Blackburn Rovers FC    | 2:2 Archivado el 3 de mayo de 2008 en Wayback Machine. | 0:2 Archivado el 3 de mayo de 2008 en Wayback Machine.     |
| AZ Alkmaar             | 4:3       | Kayserispor            | 3:2 Archivado el 3 de mayo de 2008 en Wayback Machine. | 1:1 Archivado el 3 de mayo de 2008 en Wayback Machine.     |
| Slavia Praga           | 0:2       | Tottenham Hotspur FC   | 0:1 Archivado el 3 de mayo de 2008 en Wayback Machine. | 0:1 Archivado el 3 de mayo de 2008 en Wayback Machine.     |
| West Ham United FC     | 0:4       | US Palermo             | 0:1 Archivado el 3 de mayo de 2008 en Wayback Machine. | 0:3 Archivado el 3 de mayo de 2008 en Wayback Machine.     |
| Heart of Midlothian FC | 0:2       | Sparta de Praga        | 0:2 Archivado el 3 de mayo de 2008 en Wayback Machine. | 0:0 Archivado el 3 de mayo de 2008 en Wayback Machine.     |
| Åtvidabergs FF         | 0:8       | Grasshopper-Club       | 0:3 Archivado el 3 de mayo de 2008 en Wayback Machine. | 0:5 Archivado el 3 de mayo de 2008 en Wayback Machine.     |
| Hertha de Berlín       | 2:3       | Odense BK              | 2:2 Archivado el 3 de mayo de 2008 en Wayback Machine. | 0:1 Archivado el 3 de mayo de 2008 en Wayback Machine.     |
| Wisła Cracovia         | 2:1       | Iraklis FC             | 0:1 Archivado el 3 de mayo de 2008 en Wayback Machine. | (pr)2:0 Archivado el 3 de mayo de 2008 en Wayback Machine. |
| Molde FK               | 0:2       | Glasgow Rangers        | 0:0 Archivado el 3 de mayo de 2008 en Wayback Machine. | 0:2 Archivado el 3 de mayo de 2008 en Wayback Machine.     |
| PAE Atromitos          | 1:6       | Sevilla FC             | 1:2 Archivado el 3 de mayo de 2008 en Wayback Machine. | 0:4 Archivado el 3 de mayo de 2008 en Wayback Machine.     |
| AO Xanthi              | 4:8       | Dinamo de Bucarest     | 3:4 Archivado el 3 de mayo de 2008 en Wayback Machine. | 1:4 Archivado el 3 de mayo de 2008 en Wayback Machine.     |
| FC Slovan Liberec      | 4:1       | Estrella Roja          | 2:0 Archivado el 3 de mayo de 2008 en Wayback Machine. | 2:1 Archivado el 3 de mayo de 2008 en Wayback Machine.     |

## Fase de grupos
El sorteo para la fase de grupos se efectuó en Nyon el día 3 de octubre de 2006. En él se repartieron los equipos en ocho grupos de cinco integrantes. Accederán a la siguiente ronda los tres primeros clasificados.
La liguilla de cada grupo constó de una sola vuelta, de tal manera que cada equipo disputase entre sus cuatro rivales dos partidos como local y dos como visitante. Un programa informático se encargó de asignar la localía de cada encuentro, procurando que no se disputen partidos en los países del norte en el mes de diciembre.
Esta fase fue disputada entre el 19 de octubre, y el 14 de diciembre de 2006.
Leyenda:
| Clasificado para deiciseisavos |
| Eliminado                      |

### Grupo A
| Equipo            | Pts. | PJ | PG | PE | PP | GF | GC | Dif. |
| ----------------- | ---- | -- | -- | -- | -- | -- | -- | ---- |
| Rangers           | 10   | 4  | 3  | 1  | 0  | 8  | 4  | +4   |
| Maccabi Haifa     | 7    | 4  | 2  | 1  | 1  | 5  | 4  | +1   |
| Livorno           | 5    | 4  | 1  | 2  | 1  | 5  | 5  | 0    |
| Auxerre           | 4    | 4  | 1  | 1  | 2  | 7  | 7  | 0    |
| Partizan Belgrado | 1    | 4  | 0  | 1  | 3  | 2  | 7  | -5   |

| Fecha           | Estadio               | Local             | Resultado                                                                                             | Visitante         |
| --------------- | --------------------- | ----------------- | --- | ----------------- |
| 19 de octubre   | Armando Picchi        | Livorno           | 2:3 (enlace roto disponible en Internet Archive; véase el historial, la primera versión y la última). | Rangers           |
| 19 de octubre   | Bloomfield (Tel-Aviv) | Maccabi Haifa     | 3:1 (enlace roto disponible en Internet Archive; véase el historial, la primera versión y la última). | Auxerre           |
| 2 de noviembre  | Ibrox                 | Rangers           | 2:0 (enlace roto disponible en Internet Archive; véase el historial, la primera versión y la última). | Maccabi Haifa     |
| 2 de noviembre  | Partizan              | Partizan Belgrado | 1:1 (enlace roto disponible en Internet Archive; véase el historial, la primera versión y la última). | Livorno           |
| 23 de noviembre | Abbé-Deschamps        | Auxerre           | 2:2 (enlace roto disponible en Internet Archive; véase el historial, la primera versión y la última). | Rangers           |
| 23 de noviembre | Bloomfield            | Maccabi Haifa     | 1:0 (enlace roto disponible en Internet Archive; véase el historial, la primera versión y la última). | Partizan Belgrado |
| 29 de noviembre | Partizan              | Partizan Belgrado | 1:4 (enlace roto disponible en Internet Archive; véase el historial, la primera versión y la última). | Auxerre           |
| 29 de noviembre | Armando Picchi        | Livorno           | 1:1 (enlace roto disponible en Internet Archive; véase el historial, la primera versión y la última). | Maccabi Haifa     |
| 14 de diciembre | Abbé-Deschamps        | Auxerre           | 0:1 (enlace roto disponible en Internet Archive; véase el historial, la primera versión y la última). | Livorno           |
| 14 de diciembre | Ibrox                 | Rangers           | 1:0 (enlace roto disponible en Internet Archive; véase el historial, la primera versión y la última). | Partizan Belgrado |

1. ↑  El Maccabi Haifa no pudo jugar como local en su Estadio Qiryat Eliezer, en la ciudad de Haifa, debido a las secuelas de la Guerra del Líbano de 2006.

### Grupo B
| Equipo            | Pts. | PJ | PG | PE | PP | GF | GC | Dif. |
| ----------------- | ---- | -- | -- | -- | -- | -- | -- | ---- |
| Tottenham Hotspur | 12   | 4  | 4  | 0  | 0  | 9  | 2  | +7   |
| Dinamo București  | 7    | 4  | 2  | 1  | 1  | 6  | 6  | 0    |
| Bayer Leverkusen  | 4    | 4  | 1  | 1  | 2  | 4  | 5  | -1   |
| Beşiktaş          | 3    | 4  | 1  | 0  | 3  | 4  | 7  | -3   |
| Brujas            | 2    | 4  | 0  | 2  | 2  | 4  | 7  | -3   |

| Fecha           | Estadio             | Local             | Resultado                                               | Visitante         |
| --------------- | ------------------- | ----------------- | ------------------------------------------------------- | ----------------- |
| 19 de octubre   | Beşiktaş İnönü      | Beşiktaş          | 0:2 Archivado el 4 de junio de 2009 en Wayback Machine. | Tottenham Hotspur |
| 19 de octubre   | Estadio Jan Breydel | Brujas            | 1:1 Archivado el 4 de junio de 2009 en Wayback Machine. | Bayer Leverkusen  |
| 2 de noviembre  | White Hart Lane     | Tottenham Hotspur | 3:1 Archivado el 5 de junio de 2009 en Wayback Machine. | Brujas            |
| 2 de noviembre  | Dinamo de Bucarest  | Dinamo București  | 2:1 Archivado el 4 de junio de 2009 en Wayback Machine. | Beşiktaş          |
| 23 de noviembre | Bay Arena           | Bayer Leverkusen  | 0:1 Archivado el 5 de junio de 2009 en Wayback Machine. | Tottenham Hotspur |
| 23 de noviembre | Estadio Jan Breydel | Brujas            | 1:1 Archivado el 4 de junio de 2009 en Wayback Machine. | Dinamo București  |
| 29 de noviembre | Dinamo de Bucarest  | Dinamo București  | 2:1 Archivado el 5 de junio de 2009 en Wayback Machine. | Bayer Leverkusen  |
| 29 de noviembre | Beşiktaş İnönü      | Beşiktaş          | 2:1 Archivado el 4 de junio de 2009 en Wayback Machine. | Brujas            |
| 14 de diciembre | Bay Arena           | Bayer Leverkusen  | 2:1 Archivado el 4 de junio de 2009 en Wayback Machine. | Beşiktaş          |
| 14 de diciembre | White Hart Lane     | Tottenham Hotspur | 3:1 Archivado el 5 de junio de 2009 en Wayback Machine. | Dinamo București  |

### Grupo C
| Equipo         | Pts. | PJ | PG | PE | PP | GF | GC | Dif. |
| -------------- | ---- | -- | -- | -- | -- | -- | -- | ---- |
| AZ Alkmaar     | 10   | 4  | 3  | 1  | 0  | 12 | 5  | +7   |
| Sevilla        | 7    | 4  | 2  | 1  | 1  | 7  | 2  | +5   |
| Sporting Braga | 6    | 4  | 2  | 0  | 2  | 6  | 5  | +1   |
| Slovan Liberec | 5    | 4  | 1  | 2  | 1  | 6  | 7  | -1   |
| Grasshopper    | 0    | 4  | 0  | 0  | 4  | 3  | 15 | -12  |

| Fecha           | Estadio               | Local          | Resultado                                               | Visitante      |
| --------------- | --------------------- | -------------- | ------------------------------------------------------- | -------------- |
| 19 de octubre   | DSB                   | AZ Alkmaar     | 3:0 Archivado el 4 de junio de 2009 en Wayback Machine. | Sporting Braga |
| 19 de octubre   | U Nisy                | Slovan Liberec | 0:0 Archivado el 5 de junio de 2009 en Wayback Machine. | Sevilla        |
| 2 de noviembre  | Municipal de Braga    | Sporting Braga | 4:0 Archivado el 5 de junio de 2009 en Wayback Machine. | Slovan Liberec |
| 2 de noviembre  | Hardturm              | Grasshopper    | 2:5 Archivado el 5 de junio de 2009 en Wayback Machine. | AZ Alkmaar     |
| 23 de noviembre | Ramón Sánchez Pizjuán | Sevilla        | 2:0 Archivado el 4 de junio de 2009 en Wayback Machine. | Sporting Braga |
| 23 de noviembre | U Nisy                | Slovan Liberec | 4:1 Archivado el 5 de junio de 2009 en Wayback Machine. | Grasshopper    |
| 29 de noviembre | Hardturm              | Grasshopper    | 0:4 Archivado el 5 de junio de 2009 en Wayback Machine. | Sevilla        |
| 29 de noviembre | DSB                   | AZ Alkmaar     | 2:2 Archivado el 4 de junio de 2009 en Wayback Machine. | Slovan Liberec |
| 14 de diciembre | Ramón Sánchez Pizjuán | Sevilla        | 1:2 Archivado el 5 de junio de 2009 en Wayback Machine. | AZ Alkmaar     |
| 14 de diciembre | Municipal de Braga    | Sporting Braga | 2:0 Archivado el 4 de junio de 2009 en Wayback Machine. | Grasshopper    |

### Grupo D
| Equipo      | Pts. | PJ | PG | PE | PP | GF | GC | Dif. |
| ----------- | ---- | -- | -- | -- | -- | -- | -- | ---- |
| Parma       | 9    | 4  | 3  | 0  | 1  | 6  | 6  | 0    |
| Osasuna     | 7    | 4  | 2  | 1  | 1  | 7  | 4  | +3   |
| Racing Lens | 4    | 4  | 1  | 1  | 2  | 5  | 5  | 0    |
| Heerenveen  | 4    | 4  | 1  | 1  | 2  | 2  | 4  | -2   |
| Odense      | 4    | 4  | 1  | 1  | 2  | 5  | 6  | -1   |

| Fecha           | Estadio          | Local       | Resultado                                               | Visitante   |
| --------------- | ---------------- | ----------- | ------------------------------------------------------- | ----------- |
| 19 de octubre   | Reyno de Navarra | Osasuna     | 0:0 Archivado el 5 de junio de 2009 en Wayback Machine. | Heerenveen  |
| 19 de octubre   | Fionia Park      | Odense      | 1:2 Archivado el 4 de junio de 2009 en Wayback Machine. | Parma       |
| 2 de noviembre  | Abe Lenstra      | Heerenveen  | 0:2 Archivado el 5 de junio de 2009 en Wayback Machine. | Odense      |
| 2 de noviembre  | Félix Bollaert   | Racing Lens | 3:1 Archivado el 4 de junio de 2009 en Wayback Machine. | Osasuna     |
| 23 de noviembre | Ennio Tardini    | Parma       | 2:1 Archivado el 4 de junio de 2009 en Wayback Machine. | Heerenveen  |
| 23 de noviembre | Fionia Park      | Odense      | 1:1 Archivado el 5 de junio de 2009 en Wayback Machine. | Racing Lens |
| 29 de noviembre | Félix Bollaert   | Racing Lens | 1:4 Archivado el 4 de junio de 2009 en Wayback Machine. | Parma       |
| 29 de noviembre | Reyno de Navarra | Osasuna     | 3:1 Archivado el 4 de junio de 2009 en Wayback Machine. | Odense      |
| 14 de diciembre | Ennio Tardini    | Parma       | 0:3 Archivado el 4 de junio de 2009 en Wayback Machine. | Osasuna     |
| 14 de diciembre | Abe Lenstra      | Heerenveen  | 1:0 Archivado el 5 de junio de 2009 en Wayback Machine. | Racing Lens |

### Grupo E
| Equipo             | Pts | PJ | PG | PE | PP | GF | GC | Dif. |
| ------------------ | --- | -- | -- | -- | -- | -- | -- | ---- |
| Blackburn Rovers   | 10  | 4  | 3  | 1  | 0  | 6  | 1  | +5   |
| Nancy              | 7   | 4  | 2  | 1  | 1  | 7  | 4  | +3   |
| Feyenoord Róterdam | 5   | 4  | 1  | 2  | 1  | 4  | 5  | -1   |
| Wisła Cracovia     | 3   | 4  | 1  | 0  | 3  | 6  | 8  | -2   |
| Basel              | 2   | 4  | 0  | 2  | 2  | 4  | 9  | -5   |

| Fecha           | Estadio        | Local              | Resultado                                               | Visitante          |
| --------------- | -------------- | ------------------ | ------------------------------------------------------- | ------------------ |
| 19 de octubre   | Wisła          | Wisła Cracovia     | 1:2 Archivado el 4 de junio de 2009 en Wayback Machine. | Blackburn Rovers   |
| 19 de octubre   | St. Jakob-Park | Basel              | 1:1 Archivado el 5 de junio de 2009 en Wayback Machine. | Feyenoord Róterdam |
| 2 de noviembre  | Ewood Park     | Blackburn Rovers   | 3:0 Archivado el 5 de junio de 2009 en Wayback Machine. | Basel              |
| 2 de noviembre  | Marcel Picot   | Nancy              | 2:1 Archivado el 4 de junio de 2009 en Wayback Machine. | Wisła Cracovia     |
| 23 de noviembre | Feijenoord     | Feyenoord Róterdam | 0:0 Archivado el 5 de junio de 2009 en Wayback Machine. | Blackburn Rovers   |
| 23 de noviembre | St. Jakob-Park | Basel              | 2:2 Archivado el 4 de junio de 2009 en Wayback Machine. | Nancy              |
| 30 de noviembre | Marcel Picot   | Nancy              | 3:0 Archivado el 5 de junio de 2009 en Wayback Machine. | Feyenoord Róterdam |
| 30 de noviembre | Wisła          | Wisła Cracovia     | 3:1 Archivado el 5 de junio de 2009 en Wayback Machine. | Basel              |
| 13 de diciembre | Feijenoord     | Feyenoord Róterdam | 3:1 Archivado el 4 de junio de 2009 en Wayback Machine. | Wisła Cracovia     |
| 13 de diciembre | Ewood Park     | Blackburn Rovers   | 1:0 Archivado el 5 de junio de 2009 en Wayback Machine. | Nancy              |

### Grupo F
| Equipo         | Pts. | PJ | PG | PE | PP | GF | GC | Dif. |
| -------------- | ---- | -- | -- | -- | -- | -- | -- | ---- |
| Espanyol       | 12   | 4  | 4  | 0  | 0  | 11 | 2  | +9   |
| Ajax Ámsterdam | 7    | 4  | 2  | 1  | 1  | 6  | 2  | +4   |
| Zulte-Waregem  | 6    | 4  | 2  | 0  | 2  | 9  | 11 | -2   |
| Sparta Praga   | 4    | 4  | 1  | 1  | 2  | 2  | 5  | -3   |
| Austria Viena  | 0    | 4  | 0  | 0  | 4  | 1  | 9  | -8   |

| Fecha           | Estadio                 | Local          | Resultado                                                                                             | Visitante      |
| --------------- | ----------------------- | -------------- | --- | -------------- |
| 19 de octubre   | Ernst Happel            | Austria Viena  | 1:4 (enlace roto disponible en Internet Archive; véase el historial, la primera versión y la última). | Zulte-Waregem  |
| 19 de octubre   | Toyota Arena            | Sparta Praga   | 0:2 (enlace roto disponible en Internet Archive; véase el historial, la primera versión y la última). | Espanyol       |
| 2 de noviembre  | Regenboogstadion        | Zulte-Waregem  | 3:1 (enlace roto disponible en Internet Archive; véase el historial, la primera versión y la última). | Sparta Praga   |
| 2 de noviembre  | Ámsterdam Arena         | Ajax Ámsterdam | 3:0 (enlace roto disponible en Internet Archive; véase el historial, la primera versión y la última). | Austria Viena  |
| 23 de noviembre | Olímpico Lluís Companys | Espanyol       | 6:2 (enlace roto disponible en Internet Archive; véase el historial, la primera versión y la última). | Zulte-Waregem  |
| 23 de noviembre | Toyota Arena            | Sparta Praga   | 0:0 (enlace roto disponible en Internet Archive; véase el historial, la primera versión y la última). | Ajax Ámsterdam |
| 30 de noviembre | Ámsterdam Arena         | Ajax Ámsterdam | 0:2 (enlace roto disponible en Internet Archive; véase el historial, la primera versión y la última). | Espanyol       |
| 30 de noviembre | Ernst Happel            | Austria Viena  | 0:1 (enlace roto disponible en Internet Archive; véase el historial, la primera versión y la última). | Sparta Praga   |
| 13 de diciembre | Olímpico Lluís Companys | Espanyol       | 1:0 (enlace roto disponible en Internet Archive; véase el historial, la primera versión y la última). | Austria Viena  |
| 13 de diciembre | Regenboogstadion        | Zulte-Waregem  | 0:3 (enlace roto disponible en Internet Archive; véase el historial, la primera versión y la última). | Ajax Ámsterdam |

1. ↑  El Austria Viena disputó sus encuentros como local en el Estadio Ernst Happel, en lugar de su estadio habitual, el Horr, para poder acoger un mayor número de aficionados.

### Grupo G
| Equipo              | Pts. | PJ | PG | PE | PP | GF | GC | Dif. |
| ------------------- | ---- | -- | -- | -- | -- | -- | -- | ---- |
| Panathinaikos       | 7    | 4  | 2  | 1  | 1  | 3  | 4  | -1   |
| París Saint-Germain | 5    | 4  | 1  | 2  | 1  | 6  | 4  | +2   |
| Hapoel Tel-Aviv     | 5    | 4  | 1  | 2  | 1  | 7  | 7  | 0    |
| Rapid București     | 4    | 4  | 0  | 4  | 0  | 3  | 3  | 0    |
| Mladá Boleslav      | 3    | 4  | 0  | 3  | 1  | 2  | 3  | -1   |

| Fecha           | Estadio               | Local               | Resultado                                               | Visitante           |
| --------------- | --------------------- | ------------------- | ------------------------------------------------------- | ------------------- |
| 19 de octubre   | Olímpico Spyros Louis | Panathinaikos       | 2:0 Archivado el 4 de junio de 2009 en Wayback Machine. | Hapoel Tel-Aviv     |
| 19 de octubre   | Giuleşti              | Rapid București     | 0:0 Archivado el 5 de junio de 2009 en Wayback Machine. | París Saint-Germain |
| 2 de noviembre  | Bloomfield            | Hapoel Tel-Aviv     | 2:2 Archivado el 4 de junio de 2009 en Wayback Machine. | Rapid București     |
| 2 de noviembre  | Městský               | Mladá Boleslav      | 0:1 Archivado el 4 de junio de 2009 en Wayback Machine. | Panathinaikos       |
| 23 de noviembre | Parc des Princes      | París Saint-Germain | 2:4 Archivado el 4 de junio de 2009 en Wayback Machine. | Hapoel Tel-Aviv     |
| 23 de noviembre | Giuleşti              | Rapid București     | 1:1 Archivado el 4 de junio de 2009 en Wayback Machine. | Mladá Boleslav      |
| 30 de noviembre | Městský               | Mladá Boleslav      | 0:0 Archivado el 5 de junio de 2009 en Wayback Machine. | París Saint-Germain |
| 30 de noviembre | Olímpico Spyros Louis | Panathinaikos       | 0:0 Archivado el 4 de junio de 2009 en Wayback Machine. | Rapid București     |
| 13 de diciembre | Parc des Princes      | París Saint-Germain | 4:0 Archivado el 5 de junio de 2009 en Wayback Machine. | Panathinaikos       |
| 13 de diciembre | Bloomfield            | Hapoel Tel-Aviv     | 1:1 Archivado el 4 de junio de 2009 en Wayback Machine. | Mladá Boleslav      |

### Grupo H
| Equipo              | Pts. | PJ | PG | PE | PP | GF | GC | Dif. |
| ------------------- | ---- | -- | -- | -- | -- | -- | -- | ---- |
| Newcastle United    | 10   | 4  | 3  | 1  | 0  | 4  | 1  | +3   |
| Celta de Vigo       | 5    | 4  | 1  | 2  | 1  | 4  | 4  | 0    |
| Fenerbahçe          | 4    | 4  | 1  | 1  | 2  | 5  | 4  | +1   |
| Palermo             | 4    | 4  | 1  | 1  | 2  | 3  | 6  | -3   |
| Eintracht Frankfurt | 3    | 4  | 0  | 3  | 1  | 4  | 5  | -1   |

| Fecha           | Estadio           | Local               | Resultado                                               | Visitante           |
| --------------- | ----------------- | ------------------- | ------------------------------------------------------- | ------------------- |
| 19 de octubre   | Commerzbank-Arena | Eintracht Fráncfort | 1:2 Archivado el 4 de junio de 2009 en Wayback Machine. | Palermo             |
| 19 de octubre   | St James' Park    | Newcastle United    | 1:0 Archivado el 4 de junio de 2009 en Wayback Machine. | Fenerbahçe          |
| 2 de noviembre  | Renzo Barbera     | Palermo             | 0:1 Archivado el 4 de junio de 2009 en Wayback Machine. | Newcastle United    |
| 2 de noviembre  | Balaídos          | Celta de Vigo       | 1:1 Archivado el 4 de junio de 2009 en Wayback Machine. | Eintracht Fráncfort |
| 23 de noviembre | Şükrü Saracoğlu   | Fenerbahçe          | 3:0 Archivado el 4 de junio de 2009 en Wayback Machine. | Palermo             |
| 23 de noviembre | St James' Park    | Newcastle United    | 2:1 Archivado el 4 de junio de 2009 en Wayback Machine. | Celta de Vigo       |
| 30 de noviembre | Balaídos          | Celta de Vigo       | 1:0 Archivado el 4 de junio de 2009 en Wayback Machine. | Fenerbahçe          |
| 30 de noviembre | Commerzbank-Arena | Eintracht Fráncfort | 0:0 Archivado el 4 de junio de 2009 en Wayback Machine. | Newcastle United    |
| 13 de diciembre | Şükrü Saracoğlu   | Fenerbahçe          | 2:2 Archivado el 5 de junio de 2009 en Wayback Machine. | Eintracht Fráncfort |
| 13 de diciembre | Renzo Barbera     | Palermo             | 1:1 Archivado el 5 de junio de 2009 en Wayback Machine. | Celta de Vigo       |

## Dieciseisavos de final

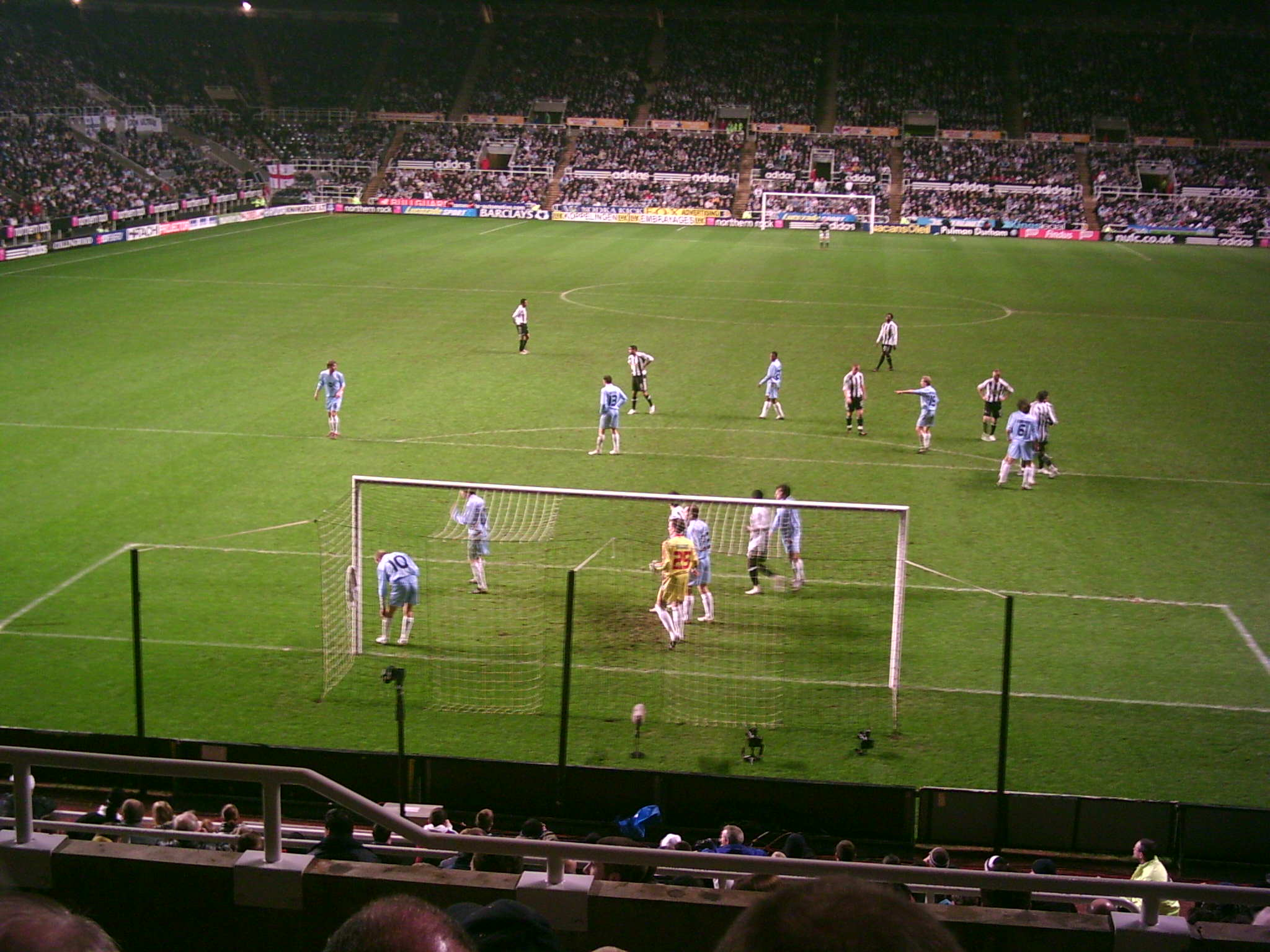
Instante del Newcastle - Zulte-Waregem, en el estadio St James' Park. Los ingleses certificaron su clasificación con una victoria por 1-0, después del 1-3 conseguido como visitantes en la ida.

Después de la fase de grupos, el día 15 de diciembre de 2006 se celebró el sorteo para asignar los emparejamientos de las dos rondas siguientes, disputadas como eliminatorias de ida y vuelta. Cada campeón de grupo en la ronda anterior quedó encuadrado junto a un tercer clasificado como local, con la ventaja de disputar la vuelta como local para el equipo campeón. Los segundos clasificados se enfrentaron a los repescados de la Liga de Campeones, también con ventaja de campo para el partido de vuelta.
Los partidos de ida se disputaron los días 14 y 15 de febrero. La vuelta de la eliminatoria está prevista para el día 22 de febrero.
| Equipo local ida      | Resultado | Equipo visitante ida | Ida                                                        | Vuelta                                                             |
| --------------------- | --------- | -------------------- | ---------------------------------------------------------- | ------------------------------------------------------------------ |
| Zulte-Waregem         | 1:4       | Newcastle United     | 1:3 Archivado el 26 de febrero de 2008 en Wayback Machine. | 0:1 Archivado el 26 de febrero de 2008 en Wayback Machine.         |
| Sporting Braga        | 2:0       | Parma                | 1:0 Archivado el 29 de febrero de 2008 en Wayback Machine. | 1:0 Archivado el 26 de febrero de 2008 en Wayback Machine.         |
| Racing Lens           | 3:1       | Panathinaikos        | 3:1 Archivado el 26 de febrero de 2008 en Wayback Machine. | 0:0 Archivado el 25 de febrero de 2008 en Wayback Machine.         |
| Bayer Leverkusen      | 3:2       | Blackburn Rovers     | 3:2 Archivado el 21 de marzo de 2008 en Wayback Machine.   | 0:0 Archivado el 25 de febrero de 2008 en Wayback Machine.         |
| Hapoel Tel-Aviv       | 2:5       | Rangers              | 2:1 Archivado el 26 de febrero de 2008 en Wayback Machine. | 0:4 Archivado el 25 de febrero de 2008 en Wayback Machine.         |
| Livorno               | 1:4       | Espanyol             | 1:2 Archivado el 26 de febrero de 2008 en Wayback Machine. | 0:2 Archivado el 26 de febrero de 2008 en Wayback Machine.         |
| Fenerbahçe            | 5:5 (v.)  | AZ Alkmaar           | 3:3 Archivado el 27 de febrero de 2008 en Wayback Machine. | 2:2 Archivado el 25 de febrero de 2008 en Wayback Machine.         |
| Werder Bremen         | 4:3       | Ajax Ámsterdam       | 3:0 Archivado el 25 de febrero de 2008 en Wayback Machine. | 1:3 Archivado el 27 de febrero de 2008 en Wayback Machine.         |
| Spartak Moscú         | 2:3       | Celta de Vigo        | 1:1 Archivado el 26 de febrero de 2008 en Wayback Machine. | 1:2 Archivado el 25 de febrero de 2008 en Wayback Machine.         |
| CSKA Moscú            | 0:1       | Maccabi Haifa        | 0:0 Archivado el 25 de febrero de 2008 en Wayback Machine. | 0:1 Archivado el 25 de febrero de 2008 en Wayback Machine.         |
| AEK Atenas            | 0:3       | París Saint-Germain  | 0:2 Archivado el 25 de febrero de 2008 en Wayback Machine. | 0:1 Archivado el 27 de mayo de 2008 en Wayback Machine.            |
| Benfica               | 3:1       | Dinamo București     | 1:0 Archivado el 25 de febrero de 2008 en Wayback Machine. | 2:1 Archivado el 25 de febrero de 2008 en Wayback Machine.         |
| Steaua București      | 0:3       | Sevilla              | 0:2 Archivado el 25 de febrero de 2008 en Wayback Machine. | 0:1 Archivado el 26 de febrero de 2008 en Wayback Machine.         |
| Shakhtar Donetsk      | 2:1       | Nancy                | 1:1 Archivado el 25 de febrero de 2008 en Wayback Machine. | 1:0 Archivado el 27 de febrero de 2008 en Wayback Machine.         |
| Girondins de Bordeaux | 0:1       | Osasuna              | 0:0 Archivado el 25 de febrero de 2008 en Wayback Machine. | 0:1 Archivado el 9 de diciembre de 2008 en Wayback Machine. (pró.) |
| Feyenoord Róterdam    | :         | Tottenham Hotspur    | :                                                          | :                                                                  |

## Rondas finales
|  | Dieciseisavos de final                                          | Dieciseisavos de final                                          | Dieciseisavos de final                                          | Dieciseisavos de final                                          |   |                     | Octavos de final                                           | Octavos de final                                           | Octavos de final                                           | Octavos de final                                           |  |                  | Cuartos de final                                      | Cuartos de final                                      | Cuartos de final                                      | Cuartos de final                                      |  |          | Semifinales                                          | Semifinales                                          | Semifinales                                          | Semifinales                                          |  |          | Final                                    | Final                                    |  |
|  | 14 y 15 de febrero de 2007 (ida) 22 de febrero de 2007 (vuelta) | 14 y 15 de febrero de 2007 (ida) 22 de febrero de 2007 (vuelta) | 14 y 15 de febrero de 2007 (ida) 22 de febrero de 2007 (vuelta) | 14 y 15 de febrero de 2007 (ida) 22 de febrero de 2007 (vuelta) |   |                     | 8 de marzo de 2007 (ida) 14 y 15 de marzo de 2007 (vuelta) | 8 de marzo de 2007 (ida) 14 y 15 de marzo de 2007 (vuelta) | 8 de marzo de 2007 (ida) 14 y 15 de marzo de 2007 (vuelta) | 8 de marzo de 2007 (ida) 14 y 15 de marzo de 2007 (vuelta) |  |                  | 5 de abril de 2007 (ida) 12 de abril de 2007 (vuelta) | 5 de abril de 2007 (ida) 12 de abril de 2007 (vuelta) | 5 de abril de 2007 (ida) 12 de abril de 2007 (vuelta) | 5 de abril de 2007 (ida) 12 de abril de 2007 (vuelta) |  |          | 26 de abril de 2007 (ida) 3 de mayo de 2007 (vuelta) | 26 de abril de 2007 (ida) 3 de mayo de 2007 (vuelta) | 26 de abril de 2007 (ida) 3 de mayo de 2007 (vuelta) | 26 de abril de 2007 (ida) 3 de mayo de 2007 (vuelta) |  |          | 16 de mayo de 2007 Hampden Park, Glasgow | 16 de mayo de 2007 Hampden Park, Glasgow |  |
|  |                                                                 |                                                                 |                                                                 |                                                                 |   |                     |                                                            |                                                            |                                                            |                                                            |  |                  |                                                       |                                                       |                                                       |                                                       |  |          |                                                      |                                                      |                                                      |                                                      |  |          |                                          |                                          |  |
|  |                                                                 |                                                                 |                                                                 |                                                                 |   |                     |                                                            |                                                            |                                                            |                                                            |  |                  |                                                       |                                                       |                                                       |                                                       |  |          |                                                      |                                                      |                                                      |                                                      |  |          |                                          |                                          |  |
|  | CSKA Moscú                                                      | 0                                                               | 0                                                               | 0                                                               |   |                     |                                                            |                                                            |                                                            |                                                            |  |                  |                                                       |                                                       |                                                       |                                                       |  |          |                                                      |                                                      |                                                      |                                                      |  |          |                                          |                                          |  |
|  | CSKA Moscú                                                      | 0                                                               | 0                                                               | 0                                                               |   |                     |                                                            |                                                            |                                                            |                                                            |  |                  |                                                       |                                                       |                                                       |                                                       |  |          |                                                      |                                                      |                                                      |                                                      |  |          |                                          |                                          |  |
|  | Maccabi Haifa                                                   | 0                                                               | 1                                                               | 1                                                               |   |                     |                                                            |                                                            |                                                            |                                                            |  |                  |                                                       |                                                       |                                                       |                                                       |  |          |                                                      |                                                      |                                                      |                                                      |  |          |                                          |                                          |  |
|  | Maccabi Haifa                                                   | 0                                                               | 1                                                               | 1                                                               |   | Maccabi Haifa       | 0                                                          | 0                                                          | 0                                                          |                                                            |  |                  |                                                       |                                                       |                                                       |                                                       |  |          |                                                      |                                                      |                                                      |                                                      |  |          |                                          |                                          |  |
|  |                                                                 |                                                                 |                                                                 |                                                                 |   | Maccabi Haifa       | 0                                                          | 0                                                          | 0                                                          |                                                            |  |                  |                                                       |                                                       |                                                       |                                                       |  |          |                                                      |                                                      |                                                      |                                                      |  |          |                                          |                                          |  |
|  |                                                                 |                                                                 | Espanyol                                                        | 0                                                               | 4 | 4                   |                                                            |                                                            |                                                            |                                                            |  |                  |                                                       |                                                       |                                                       |                                                       |  |          |                                                      |                                                      |                                                      |                                                      |  |          |                                          |                                          |  |
|  | Livorno                                                         | 1                                                               | Espanyol                                                        | 0                                                               | 4 | 4                   | 0                                                          | 1                                                          |                                                            |                                                            |  |                  |                                                       |                                                       |                                                       |                                                       |  |          |                                                      |                                                      |                                                      |                                                      |  |          |                                          |                                          |  |
|  | Livorno                                                         | 1                                                               |                                                                 |                                                                 |   |                     |                                                            |                                                            |                                                            |                                                            |  |                  |                                                       |                                                       |                                                       |                                                       |  |          |                                                      |                                                      |                                                      |                                                      |  |          |                                          |                                          |  |
|  | Espanyol                                                        | 2                                                               | 2                                                               | 4                                                               |   |                     |                                                            |                                                            |                                                            |                                                            |  |                  |                                                       |                                                       |                                                       |                                                       |  |          |                                                      |                                                      |                                                      |                                                      |  |          |                                          |                                          |  |
|  | Espanyol                                                        | 2                                                               | 2                                                               | 4                                                               |   |                     |                                                            |                                                            |                                                            |                                                            |  | Espanyol         | 3                                                     | 0                                                     | 3                                                     |                                                       |  |          |                                                      |                                                      |                                                      |                                                      |  |          |                                          |                                          |  |
|  |                                                                 |                                                                 |                                                                 |                                                                 |   |                     |                                                            |                                                            |                                                            |                                                            |  | Espanyol         | 3                                                     | 0                                                     | 3                                                     |                                                       |  |          |                                                      |                                                      |                                                      |                                                      |  |          |                                          |                                          |  |
|  |                                                                 |                                                                 | Benfica                                                         | 2                                                               | 0 | 2                   |                                                            |                                                            |                                                            |                                                            |  |                  |                                                       |                                                       |                                                       |                                                       |  |          |                                                      |                                                      |                                                      |                                                      |  |          |                                          |                                          |  |
|  | AEK Atenas                                                      | 0                                                               | Benfica                                                         | 2                                                               | 0 | 2                   | 0                                                          | 0                                                          |                                                            |                                                            |  |                  |                                                       |                                                       |                                                       |                                                       |  |          |                                                      |                                                      |                                                      |                                                      |  |          |                                          |                                          |  |
|  | AEK Atenas                                                      | 0                                                               |                                                                 |                                                                 |   |                     |                                                            |                                                            |                                                            |                                                            |  |                  |                                                       |                                                       |                                                       |                                                       |  |          |                                                      |                                                      |                                                      |                                                      |  |          |                                          |                                          |  |
|  | París Saint-Germain                                             | 2                                                               | 2                                                               | 4                                                               |   |                     |                                                            |                                                            |                                                            |                                                            |  |                  |                                                       |                                                       |                                                       |                                                       |  |          |                                                      |                                                      |                                                      |                                                      |  |          |                                          |                                          |  |
|  | París Saint-Germain                                             | 2                                                               | 2                                                               | 4                                                               |   | París Saint-Germain | 2                                                          | 1                                                          | 3                                                          |                                                            |  |                  |                                                       |                                                       |                                                       |                                                       |  |          |                                                      |                                                      |                                                      |                                                      |  |          |                                          |                                          |  |
|  |                                                                 |                                                                 |                                                                 |                                                                 |   | París Saint-Germain | 2                                                          | 1                                                          | 3                                                          |                                                            |  |                  |                                                       |                                                       |                                                       |                                                       |  |          |                                                      |                                                      |                                                      |                                                      |  |          |                                          |                                          |  |
|  |                                                                 |                                                                 | Benfica                                                         | 1                                                               | 3 | 4                   |                                                            |                                                            |                                                            |                                                            |  |                  |                                                       |                                                       |                                                       |                                                       |  |          |                                                      |                                                      |                                                      |                                                      |  |          |                                          |                                          |  |
|  | Benfica                                                         | 1                                                               | Benfica                                                         | 1                                                               | 3 | 4                   | 2                                                          | 3                                                          |                                                            |                                                            |  |                  |                                                       |                                                       |                                                       |                                                       |  |          |                                                      |                                                      |                                                      |                                                      |  |          |                                          |                                          |  |
|  | Benfica                                                         | 1                                                               |                                                                 |                                                                 |   |                     |                                                            |                                                            |                                                            |                                                            |  |                  |                                                       |                                                       |                                                       |                                                       |  |          |                                                      |                                                      |                                                      |                                                      |  |          |                                          |                                          |  |
|  | Dinamo de Bucarest                                              | 0                                                               | 1                                                               | 1                                                               |   |                     |                                                            |                                                            |                                                            |                                                            |  |                  |                                                       |                                                       |                                                       |                                                       |  |          |                                                      |                                                      |                                                      |                                                      |  |          |                                          |                                          |  |
|  | Dinamo de Bucarest                                              | 0                                                               | 1                                                               | 1                                                               |   |                     |                                                            |                                                            |                                                            |                                                            |  |                  |                                                       |                                                       |                                                       |                                                       |  | Espanyol | 3                                                    | 2                                                    | 5                                                    |                                                      |  |          |                                          |                                          |  |
|  |                                                                 |                                                                 |                                                                 |                                                                 |   |                     |                                                            |                                                            |                                                            |                                                            |  |                  |                                                       |                                                       |                                                       |                                                       |  | Espanyol | 3                                                    | 2                                                    | 5                                                    |                                                      |  |          |                                          |                                          |  |
|  |                                                                 |                                                                 | Werder Bremen                                                   | 0                                                               | 1 | 1                   |                                                            |                                                            |                                                            |                                                            |  |                  |                                                       |                                                       |                                                       |                                                       |  |          |                                                      |                                                      |                                                      |                                                      |  |          |                                          |                                          |  |
|  | Zulte Waregem                                                   | 1                                                               | Werder Bremen                                                   | 0                                                               | 1 | 1                   | 0                                                          | 1                                                          |                                                            |                                                            |  |                  |                                                       |                                                       |                                                       |                                                       |  |          |                                                      |                                                      |                                                      |                                                      |  |          |                                          |                                          |  |
|  | Zulte Waregem                                                   | 1                                                               |                                                                 |                                                                 |   |                     |                                                            |                                                            |                                                            |                                                            |  |                  |                                                       |                                                       |                                                       |                                                       |  |          |                                                      |                                                      |                                                      |                                                      |  |          |                                          |                                          |  |
|  | Newcastle United                                                | 3                                                               | 1                                                               | 4                                                               |   |                     |                                                            |                                                            |                                                            |                                                            |  |                  |                                                       |                                                       |                                                       |                                                       |  |          |                                                      |                                                      |                                                      |                                                      |  |          |                                          |                                          |  |
|  | Newcastle United                                                | 3                                                               | 1                                                               | 4                                                               |   | Newcastle United    | 4                                                          | 0                                                          | 4                                                          |                                                            |  |                  |                                                       |                                                       |                                                       |                                                       |  |          |                                                      |                                                      |                                                      |                                                      |  |          |                                          |                                          |  |
|  |                                                                 |                                                                 |                                                                 |                                                                 |   | Newcastle United    | 4                                                          | 0                                                          | 4                                                          |                                                            |  |                  |                                                       |                                                       |                                                       |                                                       |  |          |                                                      |                                                      |                                                      |                                                      |  |          |                                          |                                          |  |
|  |                                                                 |                                                                 | AZ Alkmaar (v.)                                                 | 2                                                               | 2 | 4                   |                                                            |                                                            |                                                            |                                                            |  |                  |                                                       |                                                       |                                                       |                                                       |  |          |                                                      |                                                      |                                                      |                                                      |  |          |                                          |                                          |  |
|  | Fenerbahçe                                                      | 3                                                               | AZ Alkmaar (v.)                                                 | 2                                                               | 2 | 4                   | 2                                                          | 5                                                          |                                                            |                                                            |  |                  |                                                       |                                                       |                                                       |                                                       |  |          |                                                      |                                                      |                                                      |                                                      |  |          |                                          |                                          |  |
|  | Fenerbahçe                                                      | 3                                                               |                                                                 |                                                                 |   |                     |                                                            |                                                            |                                                            |                                                            |  |                  |                                                       |                                                       |                                                       |                                                       |  |          |                                                      |                                                      |                                                      |                                                      |  |          |                                          |                                          |  |
|  | AZ Alkmaar (v.)                                                 | 3                                                               | 2                                                               | 5                                                               |   |                     |                                                            |                                                            |                                                            |                                                            |  |                  |                                                       |                                                       |                                                       |                                                       |  |          |                                                      |                                                      |                                                      |                                                      |  |          |                                          |                                          |  |
|  | AZ Alkmaar (v.)                                                 | 3                                                               | 2                                                               | 5                                                               |   |                     |                                                            |                                                            |                                                            |                                                            |  | AZ Alkmaar       | 0                                                     | 1                                                     | 1                                                     |                                                       |  |          |                                                      |                                                      |                                                      |                                                      |  |          |                                          |                                          |  |
|  |                                                                 |                                                                 |                                                                 |                                                                 |   |                     |                                                            |                                                            |                                                            |                                                            |  | AZ Alkmaar       | 0                                                     | 1                                                     | 1                                                     |                                                       |  |          |                                                      |                                                      |                                                      |                                                      |  |          |                                          |                                          |  |
|  |                                                                 |                                                                 | Werder Bremen                                                   | 0                                                               | 4 | 4                   |                                                            |                                                            |                                                            |                                                            |  |                  |                                                       |                                                       |                                                       |                                                       |  |          |                                                      |                                                      |                                                      |                                                      |  |          |                                          |                                          |  |
|  | Spartak de Moscú                                                | 1                                                               | Werder Bremen                                                   | 0                                                               | 4 | 4                   | 1                                                          | 2                                                          |                                                            |                                                            |  |                  |                                                       |                                                       |                                                       |                                                       |  |          |                                                      |                                                      |                                                      |                                                      |  |          |                                          |                                          |  |
|  | Spartak de Moscú                                                | 1                                                               |                                                                 |                                                                 |   |                     |                                                            |                                                            |                                                            |                                                            |  |                  |                                                       |                                                       |                                                       |                                                       |  |          |                                                      |                                                      |                                                      |                                                      |  |          |                                          |                                          |  |
|  | Celta de Vigo                                                   | 1                                                               | 2                                                               | 3                                                               |   |                     |                                                            |                                                            |                                                            |                                                            |  |                  |                                                       |                                                       |                                                       |                                                       |  |          |                                                      |                                                      |                                                      |                                                      |  |          |                                          |                                          |  |
|  | Celta de Vigo                                                   | 1                                                               | 2                                                               | 3                                                               |   | Celta de Vigo       | 0                                                          | 0                                                          | 0                                                          |                                                            |  |                  |                                                       |                                                       |                                                       |                                                       |  |          |                                                      |                                                      |                                                      |                                                      |  |          |                                          |                                          |  |
|  |                                                                 |                                                                 |                                                                 |                                                                 |   | Celta de Vigo       | 0                                                          | 0                                                          | 0                                                          |                                                            |  |                  |                                                       |                                                       |                                                       |                                                       |  |          |                                                      |                                                      |                                                      |                                                      |  |          |                                          |                                          |  |
|  |                                                                 |                                                                 | Werder Bremen                                                   | 1                                                               | 2 | 3                   |                                                            |                                                            |                                                            |                                                            |  |                  |                                                       |                                                       |                                                       |                                                       |  |          |                                                      |                                                      |                                                      |                                                      |  |          |                                          |                                          |  |
|  | Werder Bremen                                                   | 3                                                               | Werder Bremen                                                   | 1                                                               | 2 | 3                   | 1                                                          | 4                                                          |                                                            |                                                            |  |                  |                                                       |                                                       |                                                       |                                                       |  |          |                                                      |                                                      |                                                      |                                                      |  |          |                                          |                                          |  |
|  | Werder Bremen                                                   | 3                                                               |                                                                 |                                                                 |   |                     |                                                            |                                                            |                                                            |                                                            |  |                  |                                                       |                                                       |                                                       |                                                       |  |          |                                                      |                                                      |                                                      |                                                      |  |          |                                          |                                          |  |
|  | Ajax                                                            | 0                                                               | 3                                                               | 3                                                               |   |                     |                                                            |                                                            |                                                            |                                                            |  |                  |                                                       |                                                       |                                                       |                                                       |  |          |                                                      |                                                      |                                                      |                                                      |  |          |                                          |                                          |  |
|  | Ajax                                                            | 0                                                               | 3                                                               | 3                                                               |   |                     |                                                            |                                                            |                                                            |                                                            |  |                  |                                                       |                                                       |                                                       |                                                       |  |          |                                                      |                                                      |                                                      |                                                      |  | Espanyol | 2 (1)                                    |                                          |  |
|  |                                                                 |                                                                 |                                                                 |                                                                 |   |                     |                                                            |                                                            |                                                            |                                                            |  |                  |                                                       |                                                       |                                                       |                                                       |  |          |                                                      |                                                      |                                                      |                                                      |  | Espanyol | 2 (1)                                    |                                          |  |
|  |                                                                 |                                                                 | Sevilla (p.)                                                    | 2 (3)                                                           |   |                     |                                                            |                                                            |                                                            |                                                            |  |                  |                                                       |                                                       |                                                       |                                                       |  |          |                                                      |                                                      |                                                      |                                                      |  |          |                                          |                                          |  |
|  | Lens                                                            | 3                                                               | Sevilla (p.)                                                    | 2 (3)                                                           | 0 | 3                   |                                                            |                                                            |                                                            |                                                            |  |                  |                                                       |                                                       |                                                       |                                                       |  |          |                                                      |                                                      |                                                      |                                                      |  |          |                                          |                                          |  |
|  | Lens                                                            | 3                                                               |                                                                 |                                                                 |   |                     |                                                            |                                                            |                                                            |                                                            |  |                  |                                                       |                                                       |                                                       |                                                       |  |          |                                                      |                                                      |                                                      |                                                      |  |          |                                          |                                          |  |
|  | Panathinaikos                                                   | 1                                                               | 0                                                               | 1                                                               |   |                     |                                                            |                                                            |                                                            |                                                            |  |                  |                                                       |                                                       |                                                       |                                                       |  |          |                                                      |                                                      |                                                      |                                                      |  |          |                                          |                                          |  |
|  | Panathinaikos                                                   | 1                                                               | 0                                                               | 1                                                               |   | Lens                | 2                                                          | 0                                                          | 2                                                          |                                                            |  |                  |                                                       |                                                       |                                                       |                                                       |  |          |                                                      |                                                      |                                                      |                                                      |  |          |                                          |                                          |  |
|  |                                                                 |                                                                 |                                                                 |                                                                 |   | Lens                | 2                                                          | 0                                                          | 2                                                          |                                                            |  |                  |                                                       |                                                       |                                                       |                                                       |  |          |                                                      |                                                      |                                                      |                                                      |  |          |                                          |                                          |  |
|  |                                                                 |                                                                 | Bayer Leverkusen                                                | 1                                                               | 3 | 4                   |                                                            |                                                            |                                                            |                                                            |  |                  |                                                       |                                                       |                                                       |                                                       |  |          |                                                      |                                                      |                                                      |                                                      |  |          |                                          |                                          |  |
|  | Bayer Leverkusen                                                | 3                                                               | Bayer Leverkusen                                                | 1                                                               | 3 | 4                   | 0                                                          | 3                                                          |                                                            |                                                            |  |                  |                                                       |                                                       |                                                       |                                                       |  |          |                                                      |                                                      |                                                      |                                                      |  |          |                                          |                                          |  |
|  | Bayer Leverkusen                                                | 3                                                               |                                                                 |                                                                 |   |                     |                                                            |                                                            |                                                            |                                                            |  |                  |                                                       |                                                       |                                                       |                                                       |  |          |                                                      |                                                      |                                                      |                                                      |  |          |                                          |                                          |  |
|  | Blackburn Rovers                                                | 2                                                               | 0                                                               | 2                                                               |   |                     |                                                            |                                                            |                                                            |                                                            |  |                  |                                                       |                                                       |                                                       |                                                       |  |          |                                                      |                                                      |                                                      |                                                      |  |          |                                          |                                          |  |
|  | Blackburn Rovers                                                | 2                                                               | 0                                                               | 2                                                               |   |                     |                                                            |                                                            |                                                            |                                                            |  | Bayer Leverkusen | 0                                                     | 0                                                     | 0                                                     |                                                       |  |          |                                                      |                                                      |                                                      |                                                      |  |          |                                          |                                          |  |
|  |                                                                 |                                                                 |                                                                 |                                                                 |   |                     |                                                            |                                                            |                                                            |                                                            |  | Bayer Leverkusen | 0                                                     | 0                                                     | 0                                                     |                                                       |  |          |                                                      |                                                      |                                                      |                                                      |  |          |                                          |                                          |  |
|  |                                                                 |                                                                 | Osasuna                                                         | 3                                                               | 1 | 4                   |                                                            |                                                            |                                                            |                                                            |  |                  |                                                       |                                                       |                                                       |                                                       |  |          |                                                      |                                                      |                                                      |                                                      |  |          |                                          |                                          |  |
|  | Hapoel Tel Aviv                                                 | 2                                                               | Osasuna                                                         | 3                                                               | 1 | 4                   | 0                                                          | 2                                                          |                                                            |                                                            |  |                  |                                                       |                                                       |                                                       |                                                       |  |          |                                                      |                                                      |                                                      |                                                      |  |          |                                          |                                          |  |
|  | Hapoel Tel Aviv                                                 | 2                                                               |                                                                 |                                                                 |   |                     |                                                            |                                                            |                                                            |                                                            |  |                  |                                                       |                                                       |                                                       |                                                       |  |          |                                                      |                                                      |                                                      |                                                      |  |          |                                          |                                          |  |
|  | Rangers                                                         | 1                                                               | 4                                                               | 5                                                               |   |                     |                                                            |                                                            |                                                            |                                                            |  |                  |                                                       |                                                       |                                                       |                                                       |  |          |                                                      |                                                      |                                                      |                                                      |  |          |                                          |                                          |  |
|  | Rangers                                                         | 1                                                               | 4                                                               | 5                                                               |   | Rangers             | 1                                                          | 0                                                          | 1                                                          |                                                            |  |                  |                                                       |                                                       |                                                       |                                                       |  |          |                                                      |                                                      |                                                      |                                                      |  |          |                                          |                                          |  |
|  |                                                                 |                                                                 |                                                                 |                                                                 |   | Rangers             | 1                                                          | 0                                                          | 1                                                          |                                                            |  |                  |                                                       |                                                       |                                                       |                                                       |  |          |                                                      |                                                      |                                                      |                                                      |  |          |                                          |                                          |  |
|  |                                                                 |                                                                 | Osasuna                                                         | 1                                                               | 1 | 2                   |                                                            |                                                            |                                                            |                                                            |  |                  |                                                       |                                                       |                                                       |                                                       |  |          |                                                      |                                                      |                                                      |                                                      |  |          |                                          |                                          |  |
|  | Girondins de Burdeos                                            | 0                                                               | Osasuna                                                         | 1                                                               | 1 | 2                   | 0                                                          | 0                                                          |                                                            |                                                            |  |                  |                                                       |                                                       |                                                       |                                                       |  |          |                                                      |                                                      |                                                      |                                                      |  |          |                                          |                                          |  |
|  | Girondins de Burdeos                                            | 0                                                               |                                                                 |                                                                 |   |                     |                                                            |                                                            |                                                            |                                                            |  |                  |                                                       |                                                       |                                                       |                                                       |  |          |                                                      |                                                      |                                                      |                                                      |  |          |                                          |                                          |  |
|  | Osasuna (t. s.)                                                 | 0                                                               | 1                                                               | 1                                                               |   |                     |                                                            |                                                            |                                                            |                                                            |  |                  |                                                       |                                                       |                                                       |                                                       |  |          |                                                      |                                                      |                                                      |                                                      |  |          |                                          |                                          |  |
|  | Osasuna (t. s.)                                                 | 0                                                               | 1                                                               | 1                                                               |   |                     |                                                            |                                                            |                                                            |                                                            |  |                  |                                                       |                                                       |                                                       |                                                       |  | Osasuna  | 1                                                    | 0                                                    | 1                                                    |                                                      |  |          |                                          |                                          |  |
|  |                                                                 |                                                                 |                                                                 |                                                                 |   |                     |                                                            |                                                            |                                                            |                                                            |  |                  |                                                       |                                                       |                                                       |                                                       |  | Osasuna  | 1                                                    | 0                                                    | 1                                                    |                                                      |  |          |                                          |                                          |  |
|  |                                                                 |                                                                 | Sevilla                                                         | 0                                                               | 2 | 2                   |                                                            |                                                            |                                                            |                                                            |  |                  |                                                       |                                                       |                                                       |                                                       |  |          |                                                      |                                                      |                                                      |                                                      |  |          |                                          |                                          |  |
|  | Steaua de Bucarest                                              | 0                                                               | Sevilla                                                         | 0                                                               | 2 | 2                   | 0                                                          | 0                                                          |                                                            |                                                            |  |                  |                                                       |                                                       |                                                       |                                                       |  |          |                                                      |                                                      |                                                      |                                                      |  |          |                                          |                                          |  |
|  | Steaua de Bucarest                                              | 0                                                               |                                                                 |                                                                 |   |                     |                                                            |                                                            |                                                            |                                                            |  |                  |                                                       |                                                       |                                                       |                                                       |  |          |                                                      |                                                      |                                                      |                                                      |  |          |                                          |                                          |  |
|  | Sevilla                                                         | 2                                                               | 1                                                               | 3                                                               |   |                     |                                                            |                                                            |                                                            |                                                            |  |                  |                                                       |                                                       |                                                       |                                                       |  |          |                                                      |                                                      |                                                      |                                                      |  |          |                                          |                                          |  |
|  | Sevilla                                                         | 2                                                               | 1                                                               | 3                                                               |   | Sevilla (t. s.)     | 2                                                          | 3                                                          | 5                                                          |                                                            |  |                  |                                                       |                                                       |                                                       |                                                       |  |          |                                                      |                                                      |                                                      |                                                      |  |          |                                          |                                          |  |
|  |                                                                 |                                                                 |                                                                 |                                                                 |   | Sevilla (t. s.)     | 2                                                          | 3                                                          | 5                                                          |                                                            |  |                  |                                                       |                                                       |                                                       |                                                       |  |          |                                                      |                                                      |                                                      |                                                      |  |          |                                          |                                          |  |
|  |                                                                 |                                                                 | Shakhtar Donetsk                                                | 2                                                               | 2 | 4                   |                                                            |                                                            |                                                            |                                                            |  |                  |                                                       |                                                       |                                                       |                                                       |  |          |                                                      |                                                      |                                                      |                                                      |  |          |                                          |                                          |  |
|  | Shakhtar Donetsk                                                | 1                                                               | Shakhtar Donetsk                                                | 2                                                               | 2 | 4                   | 1                                                          | 2                                                          |                                                            |                                                            |  |                  |                                                       |                                                       |                                                       |                                                       |  |          |                                                      |                                                      |                                                      |                                                      |  |          |                                          |                                          |  |
|  | Shakhtar Donetsk                                                | 1                                                               |                                                                 |                                                                 |   |                     |                                                            |                                                            |                                                            |                                                            |  |                  |                                                       |                                                       |                                                       |                                                       |  |          |                                                      |                                                      |                                                      |                                                      |  |          |                                          |                                          |  |
|  | Nancy-Lorraine                                                  | 1                                                               | 0                                                               | 1                                                               |   |                     |                                                            |                                                            |                                                            |                                                            |  |                  |                                                       |                                                       |                                                       |                                                       |  |          |                                                      |                                                      |                                                      |                                                      |  |          |                                          |                                          |  |
|  | Nancy-Lorraine                                                  | 1                                                               | 0                                                               | 1                                                               |   |                     |                                                            |                                                            |                                                            |                                                            |  | Sevilla          | 2                                                     | 2                                                     | 4                                                     |                                                       |  |          |                                                      |                                                      |                                                      |                                                      |  |          |                                          |                                          |  |
|  |                                                                 |                                                                 |                                                                 |                                                                 |   |                     |                                                            |                                                            |                                                            |                                                            |  | Sevilla          | 2                                                     | 2                                                     | 4                                                     |                                                       |  |          |                                                      |                                                      |                                                      |                                                      |  |          |                                          |                                          |  |
|  |                                                                 |                                                                 | Tottenham Hotspur                                               | 1                                                               | 2 | 3                   |                                                            |                                                            |                                                            |                                                            |  |                  |                                                       |                                                       |                                                       |                                                       |  |          |                                                      |                                                      |                                                      |                                                      |  |          |                                          |                                          |  |
|  | Sporting Braga                                                  | 1                                                               | Tottenham Hotspur                                               | 1                                                               | 2 | 3                   | 1                                                          | 2                                                          |                                                            |                                                            |  |                  |                                                       |                                                       |                                                       |                                                       |  |          |                                                      |                                                      |                                                      |                                                      |  |          |                                          |                                          |  |
|  | Sporting Braga                                                  | 1                                                               |                                                                 |                                                                 |   |                     |                                                            |                                                            |                                                            |                                                            |  |                  |                                                       |                                                       |                                                       |                                                       |  |          |                                                      |                                                      |                                                      |                                                      |  |          |                                          |                                          |  |
|  | Parma                                                           | 0                                                               | 0                                                               | 0                                                               |   |                     |                                                            |                                                            |                                                            |                                                            |  |                  |                                                       |                                                       |                                                       |                                                       |  |          |                                                      |                                                      |                                                      |                                                      |  |          |                                          |                                          |  |
|  | Parma                                                           | 0                                                               | 0                                                               | 0                                                               |   | Sporting Braga      | 2                                                          | 2                                                          | 4                                                          |                                                            |  |                  |                                                       |                                                       |                                                       |                                                       |  |          |                                                      |                                                      |                                                      |                                                      |  |          |                                          |                                          |  |
|  |                                                                 |                                                                 |                                                                 |                                                                 |   | Sporting Braga      | 2                                                          | 2                                                          | 4                                                          |                                                            |  |                  |                                                       |                                                       |                                                       |                                                       |  |          |                                                      |                                                      |                                                      |                                                      |  |          |                                          |                                          |  |
|  |                                                                 |                                                                 | Tottenham Hotspur                                               | 3                                                               | 3 | 6                   |                                                            |                                                            |                                                            |                                                            |  |                  |                                                       |                                                       |                                                       |                                                       |  |          |                                                      |                                                      |                                                      |                                                      |  |          |                                          |                                          |  |
|  | Feyenoord                                                       | -                                                               | Tottenham Hotspur                                               | 3                                                               | 3 | 6                   | -                                                          | -                                                          |                                                            |                                                            |  |                  |                                                       |                                                       |                                                       |                                                       |  |          |                                                      |                                                      |                                                      |                                                      |  |          |                                          |                                          |  |
|  | Feyenoord                                                       | -                                                               |                                                                 |                                                                 |   |                     |                                                            |                                                            |                                                            |                                                            |  |                  |                                                       |                                                       |                                                       |                                                       |  |          |                                                      |                                                      |                                                      |                                                      |  |          |                                          |                                          |  |
|  | Tot. Hotspur (w/o.)                                             | -                                                               | -                                                               | -                                                               |   |                     |                                                            |                                                            |                                                            |                                                            |  |                  |                                                       |                                                       |                                                       |                                                       |  |          |                                                      |                                                      |                                                      |                                                      |  |          |                                          |                                          |  |
|  | Tot. Hotspur (w/o.)                                             | -                                                               | -                                                               | -                                                               |   |                     |                                                            |                                                            |                                                            |                                                            |  |                  |                                                       |                                                       |                                                       |                                                       |  |          |                                                      |                                                      |                                                      |                                                      |  |          |                                          |                                          |  |
|  |                                                                 |                                                                 |                                                                 |                                                                 |   |                     |                                                            |                                                            |                                                            |                                                            |  |                  |                                                       |                                                       |                                                       |                                                       |  |          |                                                      |                                                      |                                                      |                                                      |  |          |                                          |                                          |  |

1. ↑  El Tottenham Hotspur avanzó a octavos de final, ya que la UEFA decidió expulsar al Feyenoord, debido a la actitud violenta de sus seguidores durante el partido de la primera fase que le enfrentó al Nancy-Lorraine, disputado en Francia (La UEFA expulsa al Feyenoord).

### Octavos de final
Las eliminatorias de octavos de final quedaron decididas en el mismo sorteo de los dieciseisavos de final. La ida de esta eliminatoria se disputó el 8 de marzo de 2007, mientras que la vuelta el 14 y 15 de marzo. 

#### Maccabi Haifa – Espanyol
| 8 de marzo de 2007 | Maccabi Haifa | 0:0' | Espanyol | Bloomfield Stadium, Tel Aviv                                     |  |
|                    |               |      |          | Asistencia: 14.700 espectadores Árbitro(s): Ivan Bebek (Croacia) |  |

| 14 de marzo de 2007 | Espanyol                                                       | 4:0 (0:0) | Maccabi Haifa | Estadio Olímpico Lluís Companys, Barcelona                            |                                                                       |
|                     | de la Peña 53' · Tamudo 59' · Luis García 61' · Pandiani 90+3' |           |               | Asistencia: 16.000 espectadores Árbitro(s): Peter Fröjdfeldt (Suecia) | Asistencia: 16.000 espectadores Árbitro(s): Peter Fröjdfeldt (Suecia) |

#### Racing Lens – Bayer Leverkusen
| 8 de marzo de 2007 | Lens                                | 2:1 (1:0) | Bayer Leverkusen | Stade Félix Bollaert, Lens                                           |                                                                      |
|                    | Monterrubio 16' · Cousin 69' (pen.) |           | Haggui 51'       | Asistencia: 29.200 espectadores Árbitro(s): Howard Webb (Inglaterra) | Asistencia: 29.200 espectadores Árbitro(s): Howard Webb (Inglaterra) |

| 14 de marzo de 2007 | Bayer Leverkusen                      | 3:0 (1:0) | Lens | BayArena, Leverkusen                                                        |                                                                             |
|                     | Voronin 36' · Barbarez 56' · Juan 70' |           |      | Asistencia: 22.500 espectadores Árbitro(s): Olegário Benquerença (Portugal) | Asistencia: 22.500 espectadores Árbitro(s): Olegário Benquerença (Portugal) |

#### Newcastle United – AZ Alkmaar
| 8 de marzo de 2007 | Newcastle United                                 | 4:2 (4:1) | AZ Alkmaar                     | St James' Park, Newcastle upon Tyne                                 |                                                                     |
|                    | Steinsson 7' (a.g.) · Dyer 22' · Martins 23' 37' |           | Arveladze 31' · Koevermans 73' | Asistencia: 28.452 espectadores Árbitro(s): Massimo Busacca (Suiza) | Asistencia: 28.452 espectadores Árbitro(s): Massimo Busacca (Suiza) |

| 15 de mayo de 2007 | AZ Alkmaar                     | 2:0 (1:0) | Newcastle United | DSB Stadion, Alkmaar                                                 |                                                                      |
|                    | Arveladze 14' · Koevermans 56' |           |                  | Asistencia: 16.401 espectadores Árbitro(s): Bertrand Layec (Francia) | Asistencia: 16.401 espectadores Árbitro(s): Bertrand Layec (Francia) |

#### Celta de Vigo - Werder Bremen
| 8 de marzo de 2007 | Celta de Vigo | 0:1 (0:0) | Werder Bremen    | Estadio de Balaídos, Vigo                                         |                                                                   |
|                    |               |           | Hugo Almeida 84' | Asistencia: 9.236 espectadores Árbitro(s): Robert Malek (Polonia) | Asistencia: 9.236 espectadores Árbitro(s): Robert Malek (Polonia) |

| 14 de marzo de 2007 | Werder Bremen                | 2:0 (0:0) | Celta de Vigo | Weserstadion, Bremen                                                |                                                                     |
|                     | Hugo Almeida 49' · Fritz 61' |           |               | Asistencia: 35.278 espectadores Árbitro(s): Stefano Farina (Italia) | Asistencia: 35.278 espectadores Árbitro(s): Stefano Farina (Italia) |

#### París Saint-Germain – Benfica
| 8 de marzo de 2007 | París Saint-Germain    | 2:1 (2:1) | Benfica   | Parque de los Príncipes, París                                       |                                                                      |
|                    | Pauleta 35' · Frau 39' |           | Simão 10' | Asistencia: 43.000 espectadores Árbitro(s): Graham Poll (Inglaterra) | Asistencia: 43.000 espectadores Árbitro(s): Graham Poll (Inglaterra) |

| 15 de marzo de 2007 | Benfica                          | 3:1 (2:1) | París Saint-Germain | Estádio da Luz, Lisboa                                               |                                                                      |
|                     | Simão 12' 89' (pen.) · Petit 27' |           | Pauleta 32'         | Asistencia: 58.800 espectadores Árbitro(s): Florian Meyer (Alemania) | Asistencia: 58.800 espectadores Árbitro(s): Florian Meyer (Alemania) |

#### Sevilla – Shakhtar Donetsk
| 8 de marzo de 2007 | Sevilla                              | 2:2 (1:1) | Shakhtar Donetsk                     | Estadio Ramón Sánchez Pizjuán, Sevilla                              |                                                                     |
|                    | Martí 8' (pen.) · Maresca 88' (pen.) |           | Hübschman 19' · Matuzalem 60' (pen.) | Asistencia: 35.000 espectadores Árbitro(s): Viktor Kassai (Hungría) | Asistencia: 35.000 espectadores Árbitro(s): Viktor Kassai (Hungría) |

| 15 de marzo de 2007 | Shakhtar Donetsk          | 2:3 (0:0, 2:2) | Sevilla                                    | RSK Olympiyskiy, Donetsk                                                |                                                                         |
|                     | Matuzalem 49' · Elano 83' |                | Maresca 53' · Palop 90+4' · Chevantón 105' | Asistencia: 30.000 espectadores Árbitro(s): Gianluca Paparesta (Italia) | Asistencia: 30.000 espectadores Árbitro(s): Gianluca Paparesta (Italia) |

#### Rangers – Osasuna
| 8 de marzo de 2007 | Rangers       | 1:1 (0:1) | Osasuna         | Ibrox Stadium, Glasgow                                                  |                                                                         |
|                    | Hemdani 90+2' |           | Raúl García 17' | Asistencia: 50.290 espectadores Árbitro(s): Jan Wegereef (Países Bajos) | Asistencia: 50.290 espectadores Árbitro(s): Jan Wegereef (Países Bajos) |

| 14 de marzo de 2007 | Osasuna  | 1:0 (0:0) | Rangers | Estadio Reyno de Navarra, Pamplona                                      |                                                                         |
|                     | Webó 71' |           |         | Asistencia: 19.126 espectadores Árbitro(s): Claus Bo Larsen (Dinamarca) | Asistencia: 19.126 espectadores Árbitro(s): Claus Bo Larsen (Dinamarca) |

#### Sporting Braga – Tottenham Hotspur

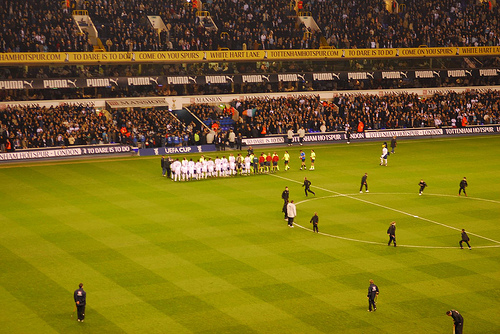
Momentos previos al inicio del partido de vuelta entre el Tottenham y el Sporting de Braga, en el estadio inglés de White Hart Lane. Los spurs consiguieron el mismo resultado que en la ida, una victoria por 3-2, y accedieron así a los cuartos de final.

| 8 de marzo de 2007 | Sporting Braga                  | 2:3 (0:0) | Tottenham Hotspur                | Estadio Municipal, Braga                                          |                                                                   |
|                    | Paulo Jorge 76' · Zé Carlos 81' |           | Keane 57' 90+2' · Malbranque 72' | Asistencia: 15.000 espectadores Árbitro(s): Yuri Baskakov (Rusia) | Asistencia: 15.000 espectadores Árbitro(s): Yuri Baskakov (Rusia) |

| 15 de marzo de 2007 | Tottenham Hotspur                 | 3:2 (2:1) | Sporting Braga                       | White Hart Lane, Londres                                              |                                                                       |
|                     | Berbatov 28' 42' · Malbranque 76' |           | Huddlestone 24' (a.g.) · Andrade 61' | Asistencia: 33.761 espectadores Árbitro(s): Laurent Duhamel (Francia) | Asistencia: 33.761 espectadores Árbitro(s): Laurent Duhamel (Francia) |

### Cuartos de final
El sorteo de los cuartos de final, donde también se sortearon semifinales y final, se llevó a cabo el 16 de marzo de 2007 en el escenario de la final, Glasgow.
La ida de esta eliminatoria se disputó el 5 de abril de 2007, mientras que la vuelta el 12 del mismo mes. 

#### Bayer Leverkusen – Osasuna
| 5 de abril de 2007 | Bayer Leverkusen | 0:3 (0:1) | Osasuna                                 | BayArena, Leverkusen                                              |                                                                   |
|                    |                  |           | Cuéllar 1' · David López 71' · Webó 73' | Asistencia: 22.500 espectadores Árbitro(s): Terje Hauge (Noruega) | Asistencia: 22.500 espectadores Árbitro(s): Terje Hauge (Noruega) |

| 12 de abril de 2007 | Osasuna    | 1:0 (0:0) | Bayer Leverkusen | Estadio Reyno de Navarra, Pamplona                                    |                                                                       |
|                     | Juanlu 62' |           |                  | Asistencia: 17.874 espectadores Árbitro(s): Peter Fröjdfeldt (Suecia) | Asistencia: 17.874 espectadores Árbitro(s): Peter Fröjdfeldt (Suecia) |

#### AZ Alkmaar – Werder Bremen
| 5 de abril de 2007 | AZ Alkmaar | 0:0' | Werder Bremen | DSB Stadion, Alkmaar                                                        |  |
|                    |            |      |               | Asistencia: 16.401 espectadores Árbitro(s): Olegário Benquerença (Portugal) |  |

| 12 de abril de 2007 | Werder Bremen                            | 4:1 (2:1) | AZ Alkmaar  | Weserstadion, Bremen                                                |                                                                     |
|                     | Borowski 16' · Klose 36' 62' · Diego 82' |           | Dembélé 32' | Asistencia: 35.000 espectadores Árbitro(s): Mike Riley (Inglaterra) | Asistencia: 35.000 espectadores Árbitro(s): Mike Riley (Inglaterra) |

#### Espanyol – Benfica
| 5 de abril de 2007 | Espanyol                              | 3:2 (2:0) | Benfica                    | Estadio Olímpico Lluís Companys, Barcelona                                |                                                                           |
|                    | Tamudo 15' · Riera 33' · Pandiani 58' |           | Nuno Gomes 63' · Simão 65' | Asistencia: 25.000 espectadores Árbitro(s): Eric Braamhaar (Países Bajos) | Asistencia: 25.000 espectadores Árbitro(s): Eric Braamhaar (Países Bajos) |

| 12 de abril de 2007 | Benfica | 0:0' | Espanyol | Estádio da Luz, Lisboa                                                  |  |
|                     |         |      |          | Asistencia: 55.000 espectadores Árbitro(s): Claus Bo Larsen (Dinamarca) |  |

#### Sevilla – Tottenham Hotspur

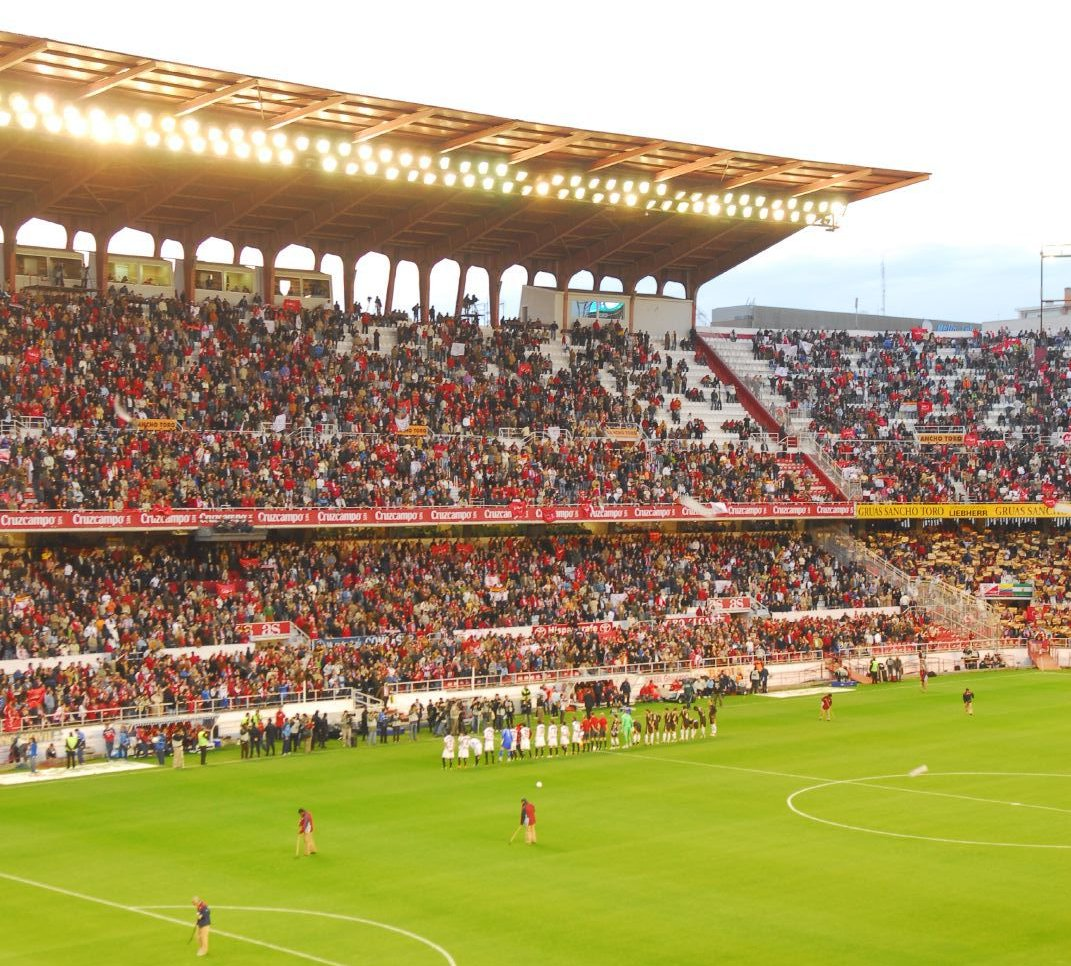
Victoria en el partido de ida de cuartos de final del Sevilla FC, ante el Tottenham FC por 2 goles a 1, en el estadio sevillano Ramón Sánchez Pizjuán.

| 5 de abril de 2007 | Sevilla                            | 2:1 (2:1) | Tottenham Hotspur | Estadio Ramón Sánchez Pizjuán, Sevilla                               |                                                                      |
|                    | Kanouté 19' (pen.) · Kerzhakov 36' |           | R. Keane 2'       | Asistencia: 35.000 espectadores Árbitro(s): Alain Hamer (Luxemburgo) | Asistencia: 35.000 espectadores Árbitro(s): Alain Hamer (Luxemburgo) |

| 12 de abril de 2007 | Tottenham Hotspur      | 2:2 (0:2) | Sevilla                           | White Hart Lane, Londres                                            |                                                                     |
|                     | Defoe 65' · Lennon 66' |           | Malbranque 3' (a.g.) · Kanouté 8' | Asistencia: 35.284 espectadores Árbitro(s): Konrad Plautz (Austria) | Asistencia: 35.284 espectadores Árbitro(s): Konrad Plautz (Austria) |

### Semifinales
Los partidos de ida y vuelta se disputaron los días 26 de abril y 3 de mayo, respectivamente. 

#### Espanyol – Werder Bremen
| 26 de abril de 2007 | Espanyol                             | 3:0 (1:0) | Werder Bremen | Estadio Olímpico Lluís Companys, Barcelona                               |                                                                          |
|                     | Moisés 20' · Pandiani 50' · Coro 88' |           |               | Asistencia: 40.250 espectadores Árbitro(s): Tom Henning Øvrebø (Noruega) | Asistencia: 40.250 espectadores Árbitro(s): Tom Henning Øvrebø (Noruega) |

| 3 de mayo de 2007 | Werder Bremen   | 1:2 (1:0) | Espanyol              | Weserstadion, Bremen                                                 |                                                                      |
|                   | Hugo Almeida 4' |           | Coro 50' · Lacruz 60' | Asistencia: 37.000 espectadores Árbitro(s): Bertrand Layec (Francia) | Asistencia: 37.000 espectadores Árbitro(s): Bertrand Layec (Francia) |

#### Osasuna – Sevilla
| 26 de abril de 2007 | Osasuna     | 1:0 (0:0) | Sevilla | Estadio Reyno de Navarra, Pamplona                                        |                                                                           |
|                     | Soldado 55' |           |         | Asistencia: 18.134 espectadores Árbitro(s): Eric Braamhaar (Países Bajos) | Asistencia: 18.134 espectadores Árbitro(s): Eric Braamhaar (Países Bajos) |

| 3 de mayo de 2007 | Sevilla                       | 2:0 (1:0) | Osasuna | Estadio Ramón Sánchez Pizjuán, Sevilla                               |                                                                      |
|                   | Luís Fabiano 37' · Renato 53' |           |         | Asistencia: 39.000 espectadores Árbitro(s): Graham Poll (Inglaterra) | Asistencia: 39.000 espectadores Árbitro(s): Graham Poll (Inglaterra) |

## Final
| 1          | POR        | Gorka Iraizoz    |     |
| 8          | DEF        | Pablo Zabaleta   |     |
| 21         | DEF        | Daniel Jarque    |     |
| 19         | DEF        | Marc Torrejón    |     |
| 3          | DEF        | David García     |     |
| 22         | MED        | Moisés Hurtado   |     |
| 9          | MED        | Iván de la Peña  | 86' |
| 18         | MED        | Rufete           | 56' |
| 10         | MED        | Luis García      |     |
| 11         | DEL        | Albert Riera     |     |
| 23         | DEL        | Raúl Tamudo      | 72' |
| Entrenador | Entrenador | Ernesto Valverde |     |

| 1          | POR        | Andrés Palop       |     |
| 4          | DEF        | Daniel Alves       |     |
| 2          | DEF        | Javi Navarro       |     |
| 19         | DEF        | Ivica Dragutinović |     |
| 16         | DEF        | Antonio Puerta     |     |
| 18         | MED        | Pep Lluís Martí    |     |
| 25         | MED        | Vincenzo Maresca   | 46' |
| 8          | MED        | Christian Poulsen  |     |
| 6          | MED        | Adriano Correia    | 76' |
| 10         | DEL        | Luís Fabiano       | 64' |
| 12         | DEL        | Frédéric Kanouté   |     |
| Entrenador | Entrenador | Juande Ramos       |     |

| 7  | DEL | Walter Pandiani    | 56' |
| 4  | DEF | Jesús María Lacruz | 72' |
| 16 | MED | Jônatas Domingos   | 86' |

| 15 | MED | Jesús Navas         | 46' |
| 9  | DEL | Aleksandr Kerzhakov | 64' |
| 11 | MED | Renato Dirnei       | 76' |

| Anotado | 28'  | Albert Riera | 1–1 |
| Anotado | 115' | Jônatas      | 2–2 |

| Anotado | 18'  | Adriano Correia  | 0–1 |
| Anotado | 105' | Fréderic Kanouté | 1–2 |

|                 |                  | 0:1 | Acierto de penal | Fréderic Kanouté   |
| Luis García     | Fallo de penal   | 0:1 |                  |                    |
|                 |                  | 0:2 | Acierto de penal | Ivica Dragutinović |
| Walter Pandiani | Acierto de penal | 1:2 |                  |                    |
|                 |                  | 1:2 | Fallo de penal   | Daniel Alves       |
| Jônatas         | Fallo de penal   | 1:2 |                  |                    |
|                 |                  | 1:3 | Acierto de penal | Antonio Puerta     |
| Marc Torrejón   | Fallo de penal   | 1:3 |                  |                    |

| Amonestado                               | 13' | Moisés Hurtado |
| Otorgado · Otorgado otra vez · Expulsado | 68' | Moisés Hurtado |

| Amonestado | 62' | Luis Fabiano     |
| Amonestado | 81' | Fréderic Kanouté |

| Árbitro             | Massimo Busacca |
| Árbitros asistentes | Matthias Arnet  |
| Árbitros asistentes | Stéphane Cuhat  |
| Cuarto árbitro      | Carlo Bertolini |

| 1          | POR        | Gorka Iraizoz    |     |
| 8          | DEF        | Pablo Zabaleta   |     |
| 21         | DEF        | Daniel Jarque    |     |
| 19         | DEF        | Marc Torrejón    |     |
| 3          | DEF        | David García     |     |
| 22         | MED        | Moisés Hurtado   |     |
| 9          | MED        | Iván de la Peña  | 86' |
| 18         | MED        | Rufete           | 56' |
| 10         | MED        | Luis García      |     |
| 11         | DEL        | Albert Riera     |     |
| 23         | DEL        | Raúl Tamudo      | 72' |
| Entrenador | Entrenador | Ernesto Valverde |     |

| 1          | POR        | Andrés Palop       |     |
| 4          | DEF        | Daniel Alves       |     |
| 2          | DEF        | Javi Navarro       |     |
| 19         | DEF        | Ivica Dragutinović |     |
| 16         | DEF        | Antonio Puerta     |     |
| 18         | MED        | Pep Lluís Martí    |     |
| 25         | MED        | Vincenzo Maresca   | 46' |
| 8          | MED        | Christian Poulsen  |     |
| 6          | MED        | Adriano Correia    | 76' |
| 10         | DEL        | Luís Fabiano       | 64' |
| 12         | DEL        | Frédéric Kanouté   |     |
| Entrenador | Entrenador | Juande Ramos       |     |

| 7  | DEL | Walter Pandiani    | 56' |
| 4  | DEF | Jesús María Lacruz | 72' |
| 16 | MED | Jônatas Domingos   | 86' |

| 15 | MED | Jesús Navas         | 46' |
| 9  | DEL | Aleksandr Kerzhakov | 64' |
| 11 | MED | Renato Dirnei       | 76' |

| Anotado | 28'  | Albert Riera | 1–1 |
| Anotado | 115' | Jônatas      | 2–2 |

| Anotado | 18'  | Adriano Correia  | 0–1 |
| Anotado | 105' | Fréderic Kanouté | 1–2 |

|                 |                  | 0:1 | Acierto de penal | Fréderic Kanouté   |
| Luis García     | Fallo de penal   | 0:1 |                  |                    |
|                 |                  | 0:2 | Acierto de penal | Ivica Dragutinović |
| Walter Pandiani | Acierto de penal | 1:2 |                  |                    |
|                 |                  | 1:2 | Fallo de penal   | Daniel Alves       |
| Jônatas         | Fallo de penal   | 1:2 |                  |                    |
|                 |                  | 1:3 | Acierto de penal | Antonio Puerta     |
| Marc Torrejón   | Fallo de penal   | 1:3 |                  |                    |

| Amonestado                               | 13' | Moisés Hurtado |
| Otorgado · Otorgado otra vez · Expulsado | 68' | Moisés Hurtado |

| Amonestado | 62' | Luis Fabiano     |
| Amonestado | 81' | Fréderic Kanouté |

| Árbitro             | Massimo Busacca |
| Árbitros asistentes | Matthias Arnet  |
| Árbitros asistentes | Stéphane Cuhat  |
| Cuarto árbitro      | Carlo Bertolini |

|                            |
| Bandera de España          |
| Campeón Sevilla 2.º título |

## Máximos goleadores
| Jugador             | Equipo              | Goles | Minutos |
| ------------------- | ------------------- | ----- | ------- |
| Walter Pandiani     | Espanyol            | 11    | 1118'   |
| Claudiu Niculescu   | Dinamo Bucarest     | 8     | 602'    |
| Klaas-Jan Huntelaar | Ajax Ámsterdam      | 7     | 520'    |
| Dimitar Berbatov    | Tottenham Hotspur   | 7     | 697'    |
| Shota Arveladze     | AZ Alkmaar          | 7     | 942'    |
| Pedro Pauleta       | París Saint-Germain | 6     | 591'    |
| Obafemi Martins     | Newcastle United    | 6     | 642'    |
| Cristiano Lucarelli | Livorno             | 5     | 616'    |
| Tim Matthys         | Zulte Waregem       | 5     | 642'    |
| Ferran Corominas    | Espanyol            | 5     | 662'    |
| Robbie Keane        | Tottenham Hotspur   | 5     | 708'    |
| Luis García         | Espanyol            | 5     | 1000'   |